# Zwenkau

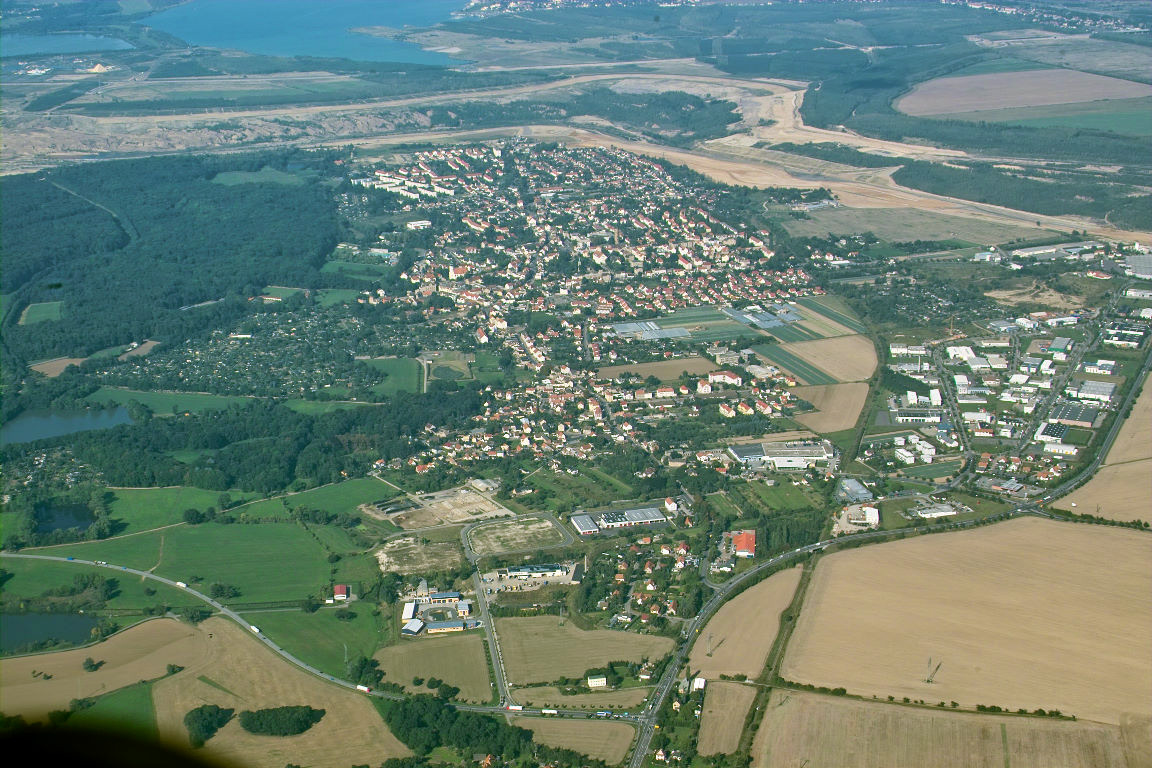
Zwenkau aus der Vogelperspektive von Süden, 2005

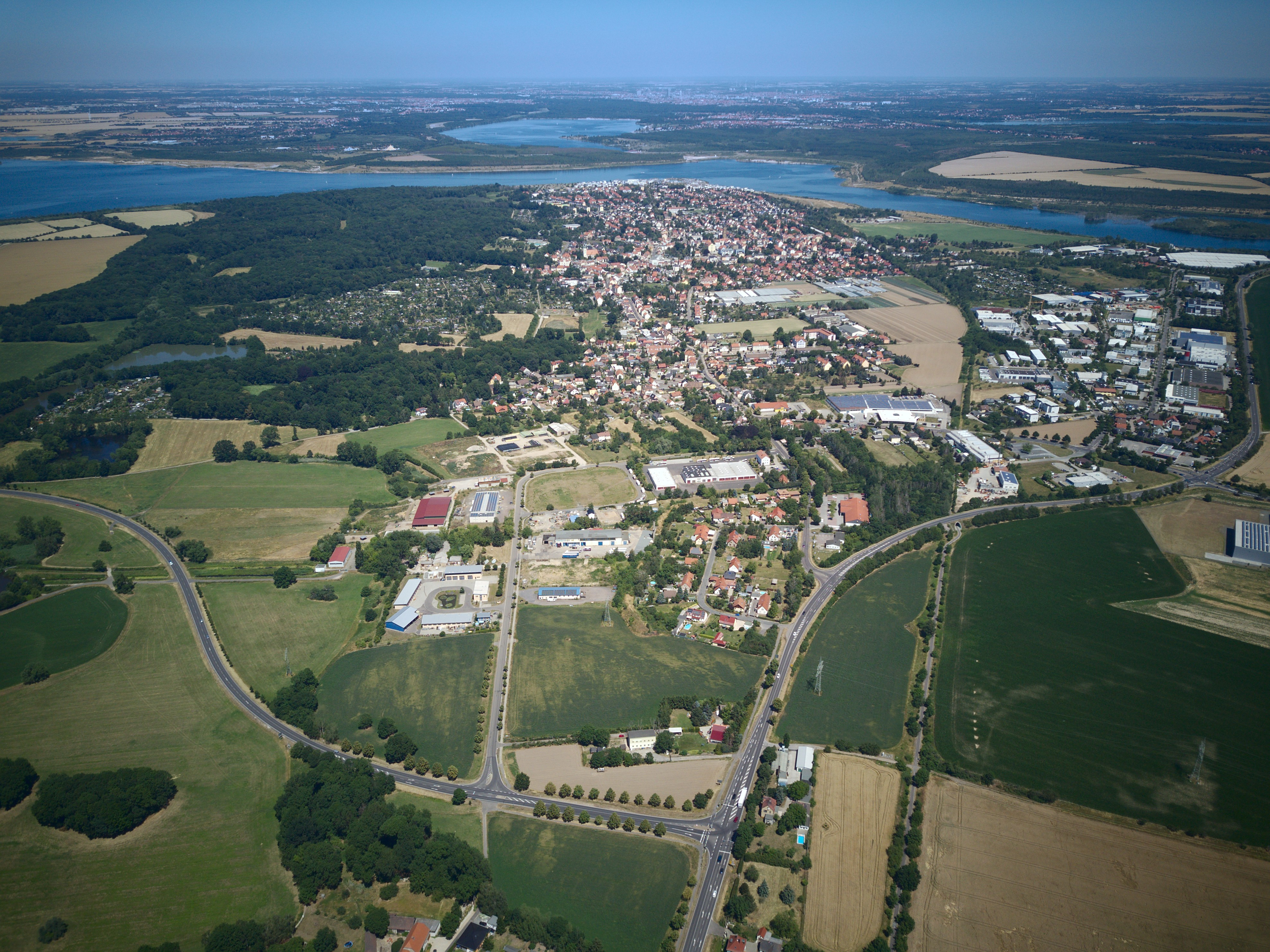
Zum Vergleich: Zwenkau im Juni 2019 mit dem neuen Zwenkauer See im Hintergrund.

Zwenkau ist eine Kleinstadt südlich von Leipzig im Landkreis Leipzig in der Leipziger Tieflandsbucht zwischen Weißer Elster und Pleiße, am Landschaftsschutzgebiet Elsteraue und an der „Straße der Braunkohle“.

## Geographie

### Lage
Die Stadt liegt etwa 15 km südlich von Leipzig und nordwestlich des Industriestandorts Böhlen/Lippendorf. Im Norden und Osten grenzt unmittelbar der Zwenkauer See.

### Geologie
Zwenkau befindet sich regionalgeologisch im Bereich des nordwestsächsischen Tertiärgebietes. Die kristalline Basis (Grundgebirge) wird durch mesozonal-metamorphe Serien des nordsächsischen Sattels und marine Abfolgen des Zechsteins und des Buntsandsteins gebildet. Diese räumliche Nähe stratigraphisch und petrographisch höchst unterschiedlicher Serien wird durch die Röthaer Störung bewirkt, an deren Nordflanke das Kristallin des nordsächsischen Sattels kippschollenartig angehoben ist.
Über dem Grundgebirge folgen klastische Sedimente des Tertiärs, in denen die Braunkohlenflöze II („Bornaer Hauptflöz“) und IV („Böhlener Oberflöz“) eingelagert sind. Den oberen Abschluss dieser Sedimentfolge bilden die Böhlener Schichten mitteloligozänen Alters, in die brackisch-marine, glaukonithaltige Feinsande eingelagert sind. Die sogenannten „Pödelwitzer Formsande“ wurden gewonnen und in Leipziger Gießereien verwendet. Den Abschluss des geologischen Normalprofils bildet weichselkaltzeitlicher bis jungholozäner Löss bzw. Lösslehm.

### Nachbargemeinden
Folgende Städte und Gemeinden grenzen an die Stadt Zwenkau und gehören zum Landkreis Leipzig bzw. zur Stadt Leipzig:
|       | Leipzig                                     | Markkleeberg  |
|       | Kompassrose, die auf Nachbargemeinden zeigt | Böhlen        |
| Pegau | Groitzsch                                   | Neukieritzsch |

### Ortsteile
Zur Stadt Zwenkau gehören folgende Ortsteile:
- Kotzschbar, Imnitz und Löbschütz
- Großdalzig, Mausitz, Kleindalzig, Tellschütz und Zitzschen (seit dem 1. Oktober 1993)
- Rüssen, Kleinstorkwitz und Döhlen (seit dem 1. Oktober 1996)

Zum Gemeindegebiet gehören auch Fluren der durch Braunkohlenabbau abgebaggerten Dörfer Eythra und Bösdorf.
| Ortsteil                                  | Einwohner (1. Januar 2014) |
| ----------------------------------------- | -------------------------- |
| Zwenkau Stadt (mit Imnitz und Kotzschbar) | 7.086                      |
| Großdalzig (mit Mausitz)                  | 0406                       |
| Kleindalzig                               | 0054                       |
| Löbschütz                                 | 0259                       |
| Tellschütz                                | 0123                       |
| Zitzschen                                 | 0454                       |
| Rüssen-Kleinstorkwitz (mit Döhlen)        | 0462                       |

## Geschichte

### Vorindustrielle Zeit

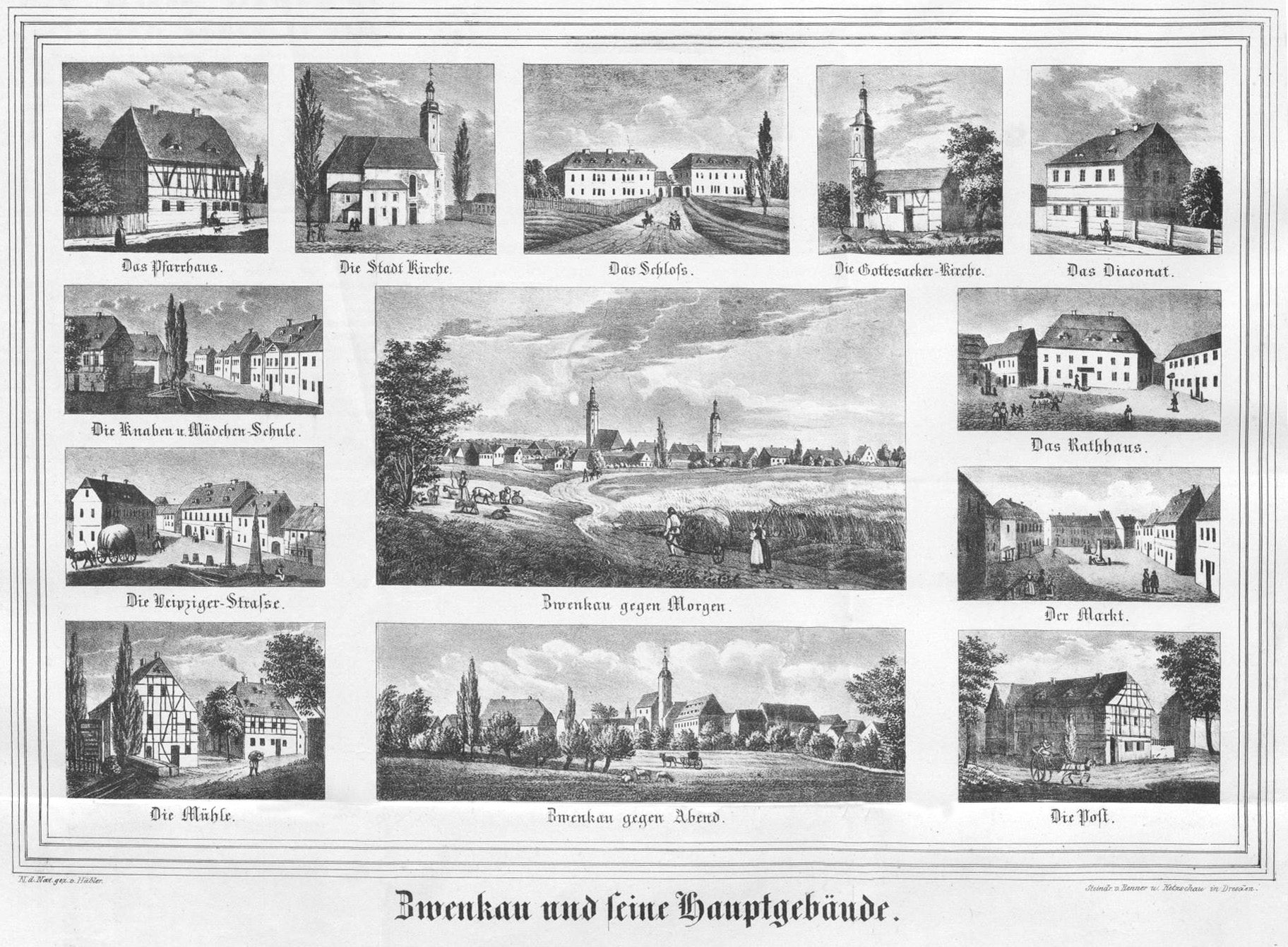
Zwenkau um 1840

Vorgeschichtliche Besiedelung wurde in der Gegend von Zwenkau durch archäologische Funde für ca. 6000 v. Chr. nachgewiesen.
Zwenkau ist eine der ältesten Städte im heutigen Sachsen. Als slawische Siedlung wurde die Stadt 974 erstmals urkundlich erwähnt und als Civitas im Gau Chutizi bezeichnet. Kaiser Otto II. übertrug die Stadt damals dem Bistum Merseburg. Hierbei wurde ein Höriger namens Nezan erwähnt.
1195 wurde Zwenkau als Marktort (forum) bezeichnet, 1332 als befestigter Ort (castrum). Seit 1356 hat Zwenkau einen Bürgermeister. 1316 wird zum ersten Mal die Zwenkauer Kirche erwähnt. Um 1525 gehörten zur Pfarrei Zwenkau die Pfarrkirche St. Laurentius und die Filialkirchen von Imnitz (seit 1988 nicht mehr genutzt) und Pulgar (1971 wegen der Kohleförderung abgerissen).
Nach der Reformation kam Zwenkau mit dem Gebiet des Merseburger Stifts 1561/65 unter kursächsische Herrschaft. Schon damals war die Stadt amtsangehörig, das heißt, sie hatte keinen Grundherren. 1655 kamen Stadt und Amt Zwenkau zum Amt Lützen. Dieses gehörte zwischen 1656/57 und 1738 zum Sekundogenitur-Fürstentum Sachsen-Merseburg.
Durch die Beschlüsse des Wiener Kongresses kam der Westteil des Amts Lützen im Jahr 1815 zu Preußen, damit auch das heute zu Zwenkau gehörende Zitzschen. Die mit dem Ostteil des Amts Lützen beim Königreich Sachsen verbliebene Stadt Zwenkau wurde zunächst dem Kreisamt Leipzig zugeordnet, kam aber später zum Amt Pegau. Mit der Einführung der sächsischen Städteordnung im Jahr 1833 wurden die Vorstädte (z. B. Berg), die bisher unter Verwaltung des Amtes gestanden hatten, dem Zwenkauer Stadtrat unterstellt. 1856 wurde die Stadt Sitz des  Gerichtsamts Zwenkau. Seit 1875 gehörte sie zur Amtshauptmannschaft Leipzig. 1929 erfolgte die Eingemeindung der unmittelbar ans Stadtgebiet angrenzenden Dörfer Imnitz und Kotzschbar.

### Zwenkau und die Braunkohle
Von 1890 bis 1908 wurde durch das Braunkohlenwerk Zwenkau Kohlenabbau im Tiefbau betrieben. Wegen starken Grundwasserflusses musste der Abbau eingestellt werden.
Zwenkau war bis in die Zeit des Zweiten Weltkriegs beliebtes Ausflugsziel der Leipziger Großstadtbevölkerung durch das einst nordöstlich an die Stadt grenzende Waldgebiet Harth. Dieses wurde infolge des 1921 erfolgten Aufschlusses des Tagebaus Böhlen (1969 in Tagebau Zwenkau umbenannt) abgeholzt und abgebaggert. Unter der hauptsächlich aus Nadelgehölzen bestehenden Harth befanden sich mächtige Braunkohlenflöze, die im Zeitraum von 1950 bis etwa 1975 abgebaut wurden. Aufgrund der Weiterführung des Tagebaus über das Jahr 1970 hinaus wurde die Abbaggerung der Orte Bösdorf und Eythra 1970 endgültig beschlossen. Daraufhin wurde in den Jahren 1974 bis 1977 die Weiße Elster zwischen Kleindalzig und Hartmannsdorf in ein Betonbett um den Tagebau Zwenkau geleitet, ebenso musste die Eisenbahnstrecke Zeitz–Leipzig zwischen Großdalzig und Leipzig-Knauthain verlegt werden.

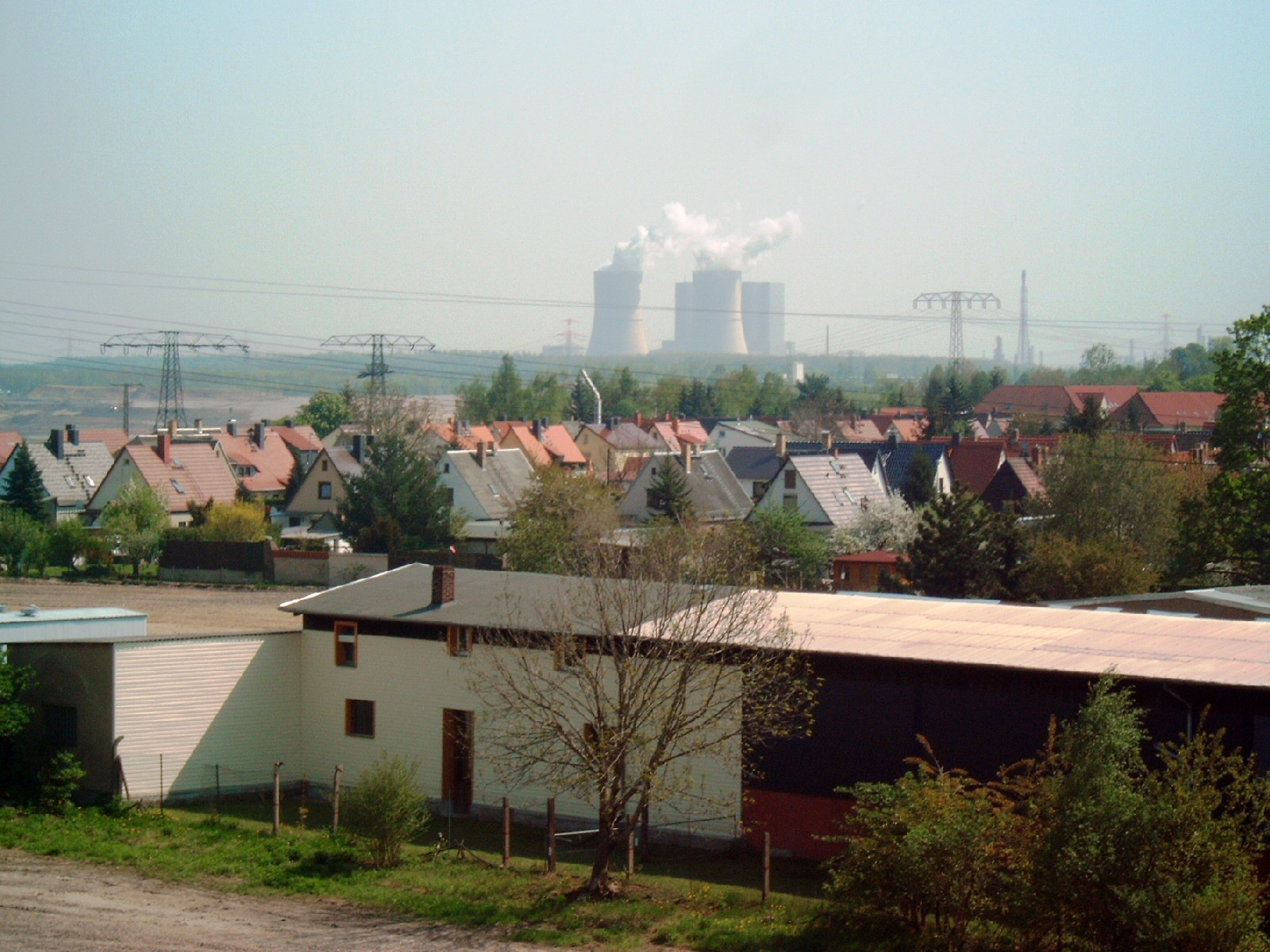
Zwenkauer Wohnsiedlung mit dem Kraftwerk Lippendorf

Volkswirtschaftliche Braunkohleplanungen der DDR sahen ab den 1980er Jahren im Rahmen der von der SED verkündeten „radikalen Auskohlung“ aller vorhandenen Braunkohlenreservelagerstätten vor, das gesamte Stadtgebiet von Zwenkau und die südliche Elsteraue (die Kleinstädte Pegau und Groitzsch eingeschlossen) bis vor Zeitz in Etappen bis zum Jahr 2050 abzubaggern, um die Energieversorgung und Industrie der sozialistischen Planwirtschaft weiter aufrechtzuerhalten. Die politische Wende von 1989/90 machte diese Pläne zunichte. Eine Realisierung des Vorhabens hätte auch dazu geführt, den Raum zwischen Leipzig und Zeitz weitestgehend siedlungsfrei zu machen, das Naturschutzgebiet Elsteraue des Südraumes Leipzig wäre verschwunden und die Weiße Elster hätte in ein weiteres betoniertes Kanalbett verlegt werden müssen.
Die Abbaugrenze des sich entgegen der Uhrzeigerrichtung um Zwenkau von 1921 bis 1999 bewegenden Tagebaues Zwenkau (Böhlen) wurde nach Abwägen der Interessen von Stadt und Braunkohlenwirtschaft durch den Planungsverband Westsachsen 1993 festgelegt. Die Tagebauabbaugrenze markiert die ehemalige Straße Eythra–Zitzschen. Mit dieser Entscheidung blieben die Lindenallee des einstigen Schlosses Eythra sowie das Auenwaldgebiet Eichholz erhalten. Der letzte Kohlezug verließ am 30. September 1999 den Tagebau Zwenkau.

### Nach der deutschen Wiedervereinigung
Nach 1990 setzte eine Revitalisierung der städtischen Struktur Zwenkaus ein, neue Wohnsiedlungen entstanden, die Einkaufspassage Weinhold-Arkade wurde errichtet, und mit dem umgesetzten Konzept „Kap Zwenkau“ am Zwenkauer See hat die Stadt ihren Anteil am entstehenden Leipziger Neuseenland.
Der 2003 eingeweihte Belantis Vergnügungspark liegt – durch den Zwenkauer See von der Stadt getrennt – im Norden Zwenkaus an der Bundesautobahn A 38.

## Bevölkerung
Im Schatten des aufstrebenden Leipzig entwickelte sich Zwenkau nur langsam. 1748 wurden knapp 90 Haushalte gezählt. Das entspricht 450 bis 500 Einwohnern. Nach dem Siebenjährigen Krieg erlebte die Stadt einen gewerblichen Aufschwung, und die Bevölkerung verfünffachte sich in weniger als 100 Jahren. Noch vor der eigentlichen Industrialisierung zählte man 1834 in Zwenkau 2419 Einwohner. In der ersten Hälfte des 20. Jahrhunderts wuchs Zwenkau vor allem durch den Kohletagebau und die Folgeindustrien stark. Von 1950 bis 1990 verlor der Ort 40 Prozent seiner Einwohner. Der seitdem wieder zu verzeichnende Anstieg ist zum großen Teil auf Eingemeindungen zurückzuführen.
| Jahr | Einwohner |
| ---- | --------- |
| 1834 | 2.419     |
| 1871 | 3.058     |
| 1890 | 3.628     |
| 1910 | 4.661     |
| 1925 | 5.283     |
| 1939 | 9.513     |

| Jahr | Einwohner |
| ---- | --------- |
| 1946 | 11.821    |
| 1950 | 11.937    |
| 1964 | 09.800    |
| 1990 | 07.351    |

| Jahr | Einwohner |
| ---- | --------- |
| 2002 | 8.992     |
| 2005 | 8.985     |
| 2010 | 8.749     |
| 2015 | 8.908     |
| 2020 | 9.273     |

| Jahr | Einwohner |
| ---- | --------- |
| 2021 | 9.246     |
| 2022 | 9.111     |
| 2023 | 9.260     |
| 2024 | 9.305     |

ab 2002: Stand: 31. Dezember des jeweiligen Jahres (Angaben des Statistischen Landesamtes Sachsen), ab 2011 auf Basis des Zensus 2011, ab 2022 auf Basis des Zensus 2022

## Politik

### Stadtrat
Der Stadtrat von Zwenkau besteht aus 18 Mitgliedern und dem hauptamtlichen Bürgermeister. Die Kommunalwahl am 9. Juni 2024 führte zu folgendem Ergebnis:
| Partei / Wählergruppe                            | Stimmenanteil 2024 | Sitze 2024 |        | Stimmenanteil 2019 | Sitze 2019 | Stimmenanteil 2014 | Sitze 2014 |
| ------------------------------------------------ | ------------------ | ---------- | ------ | ------------------ | ---------- | ------------------ | ---------- |
| CDU                                              | 33,7 %             | 6          | 41,9 % | 8                  | 47,2 %     | 9                  |            |
| Freie Wählergemeinschaft „Gemeinsam für Zwenkau“ | 21,7 %             | 4          | 43,4 % | 8                  | 26,2 %     | 5                  |            |
| AfD                                              | 19,7 %             | 1          | –      | –                  | –          | –                  |            |
| Zwenkau Aktiv                                    | 16,9 %             | 3          | –      | –                  | –          | –                  |            |
| SPD                                              | 04,2 %             | 1          | 07,0 % | 1                  | 11,6 %     | 2                  |            |
| Die Linke                                        | 03,8 %             | 1          | 07,8 % | 1                  | 10,9 %     | 2                  |            |
| FDP                                              | –                  | –          | –      | –                  | 04,0 %     | –                  |            |
| Insgesamt                                        | 100 %              | 16         | 100 %  | 18                 | 100 %      | 18                 |            |
| Wahlbeteiligung                                  | 70,6 %             | 70,6 %     |        | 63,5 %             | 63,5 %     | 51,4 %             | 51,4 %     |

Bei der Wahl 2024 entfielen auf die AfD drei Sitze, von denen zwei unbesetzt bleiben, weil die Partei nur einen Kandidaten nominiert hatte.

### Bürgermeister
- 1873–1912: Oswald Ahnert (NLP)
- 1990–2008: Herbert Ehme (DSU/CDU)[14]
- seit 2008: Holger Schulz (CDU)[15]

Schulz wurde in der Bürgermeisterwahl am 12. Juni 2022 mit 71,8 % der gültigen Stimmen für eine weitere Amtszeit von sieben Jahren in seinem Amt bestätigt.
| Wahl | Bürgermeister | Vorschlag | Wahlergebnis (in %) |
| ---- | ------------- | --------- | ------------------- |
| 2001 | Herbert Ehme  | CDU       | 85,3                |
| 2008 | Holger Schulz | CDU       | 64,4                |
| 2015 | Holger Schulz | CDU       | 70,1                |
| 2022 | Holger Schulz | CDU       | 71,8                |

### Wappen
Das Wappen zeigt in Silber einen blaugekleideten nimbierten Heiligen, in der Rechten einen schwarzen Rost, in der Linken einen grünen Palmzweig haltend. Dargestellt ist der Märtyrer Laurentius, Patron des Bistums Merseburg, zu dem Zwenkau gehörte, und auch der Stadtkirche. Älteste Siegel aus dem 15. Jahrhundert zeigen nur den Rost, seit dem 17. Jahrhundert wird der Heilige selbst dargestellt. Das Führen des Stadtwappens wurde ab 1971 durch die damaligen Staatsorgane untersagt. 1992 wurde die Führung des Wappens in der heutigen Form vom sächsischen Innenministerium genehmigt.

### Städtepartnerschaften
Zwenkau pflegt mit folgenden Städten kommunale Verbindungen:
- Nußloch (Baden-Württemberg), seit 2023 Städtepartnerschaft[19]
- Hatten (Niedersachsen)
- Amt Britz-Chorin-Oderberg (Brandenburg)
- Bad Sulza (Thüringen)
- Burg (Spreewald) (Brandenburg)
- Teuchern (Sachsen-Anhalt)
- Leißling (Sachsen-Anhalt)

Seit 2008 besteht der Städteverbund Böhlen – Zwenkau, mit dem die arbeitsteilige Zusammenarbeit der Nachbarstädte hauptsächlich bei der Flächen- und Entwicklungsplanung vereinbart wurde.

## Sehenswürdigkeiten und Kultur

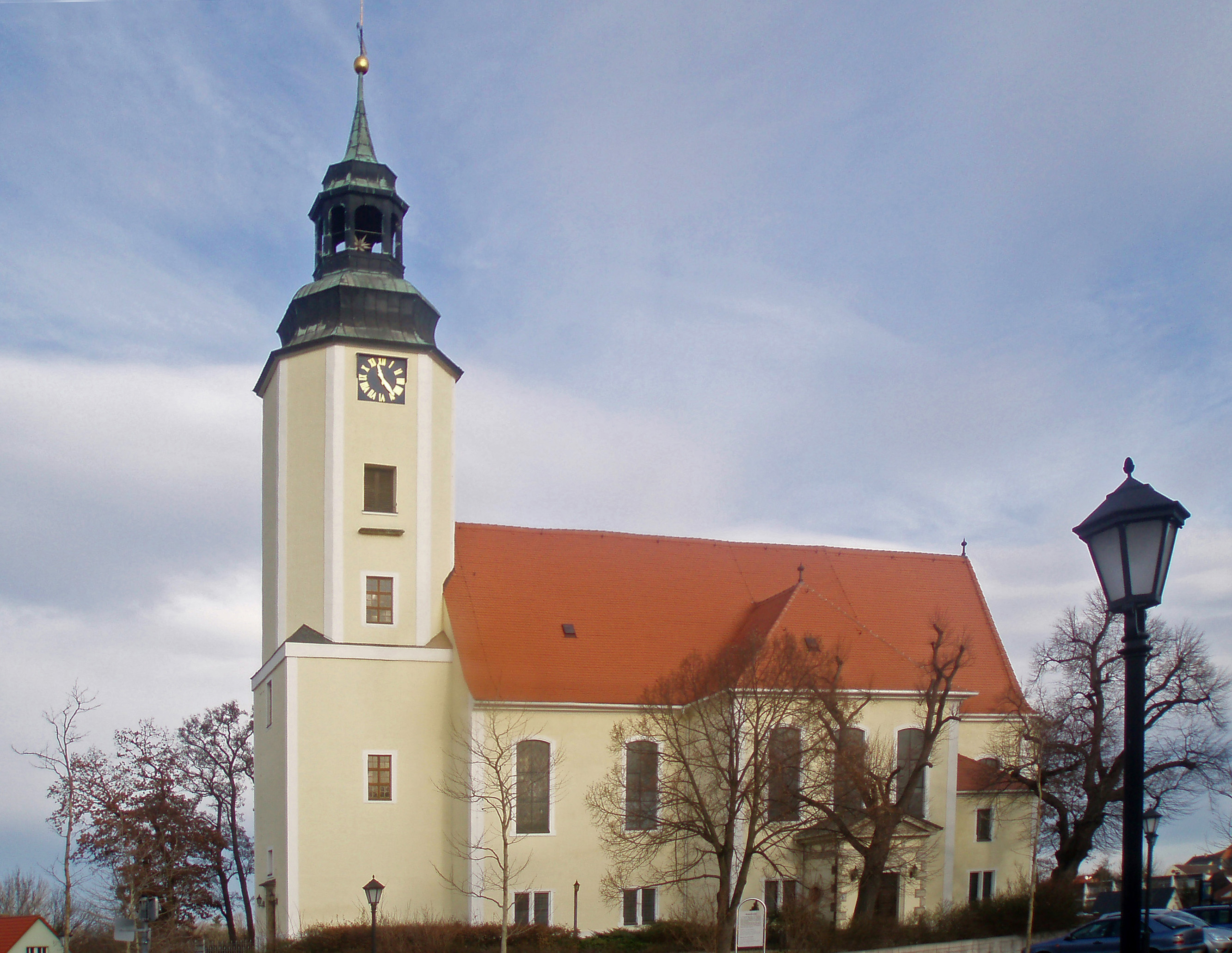
Stadtkirche St. Laurentius

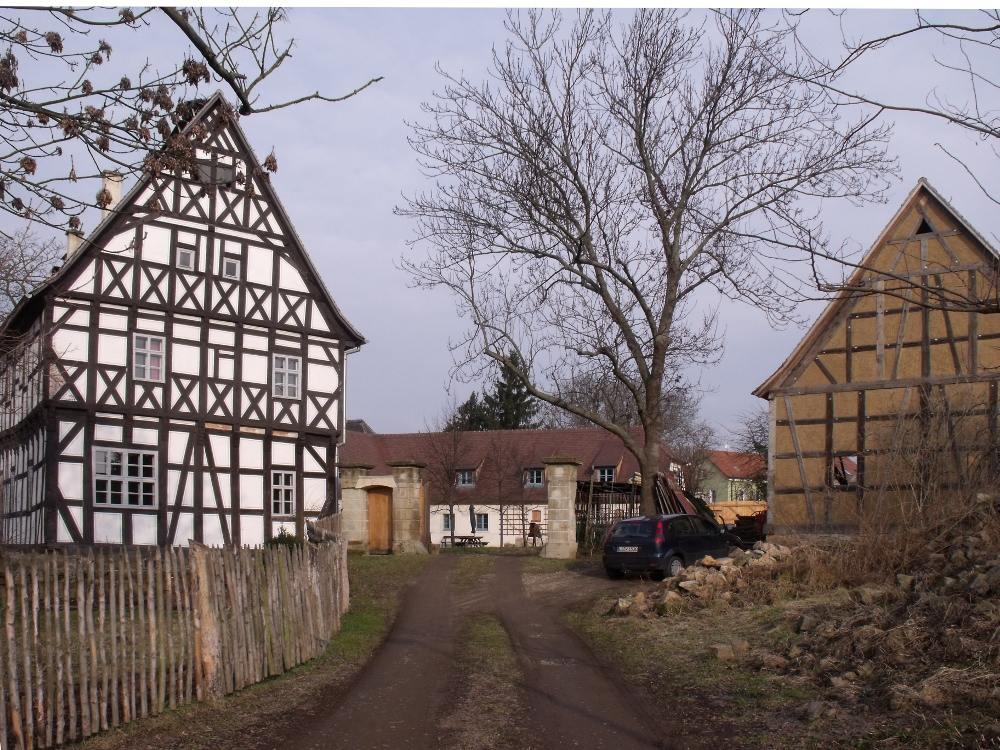
Sattelhof, rechts die umgesetzte Scheune

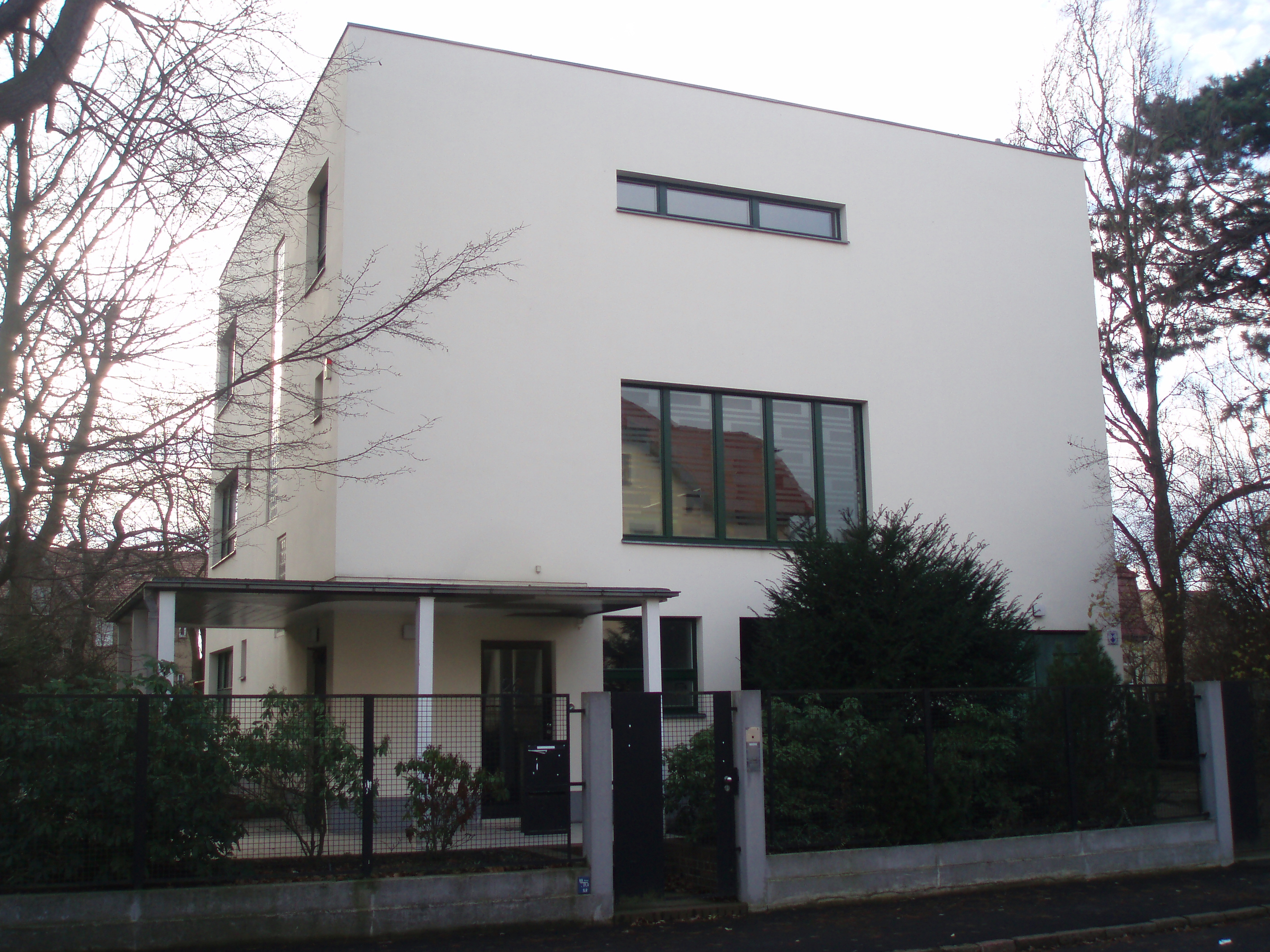
Haus Rabe

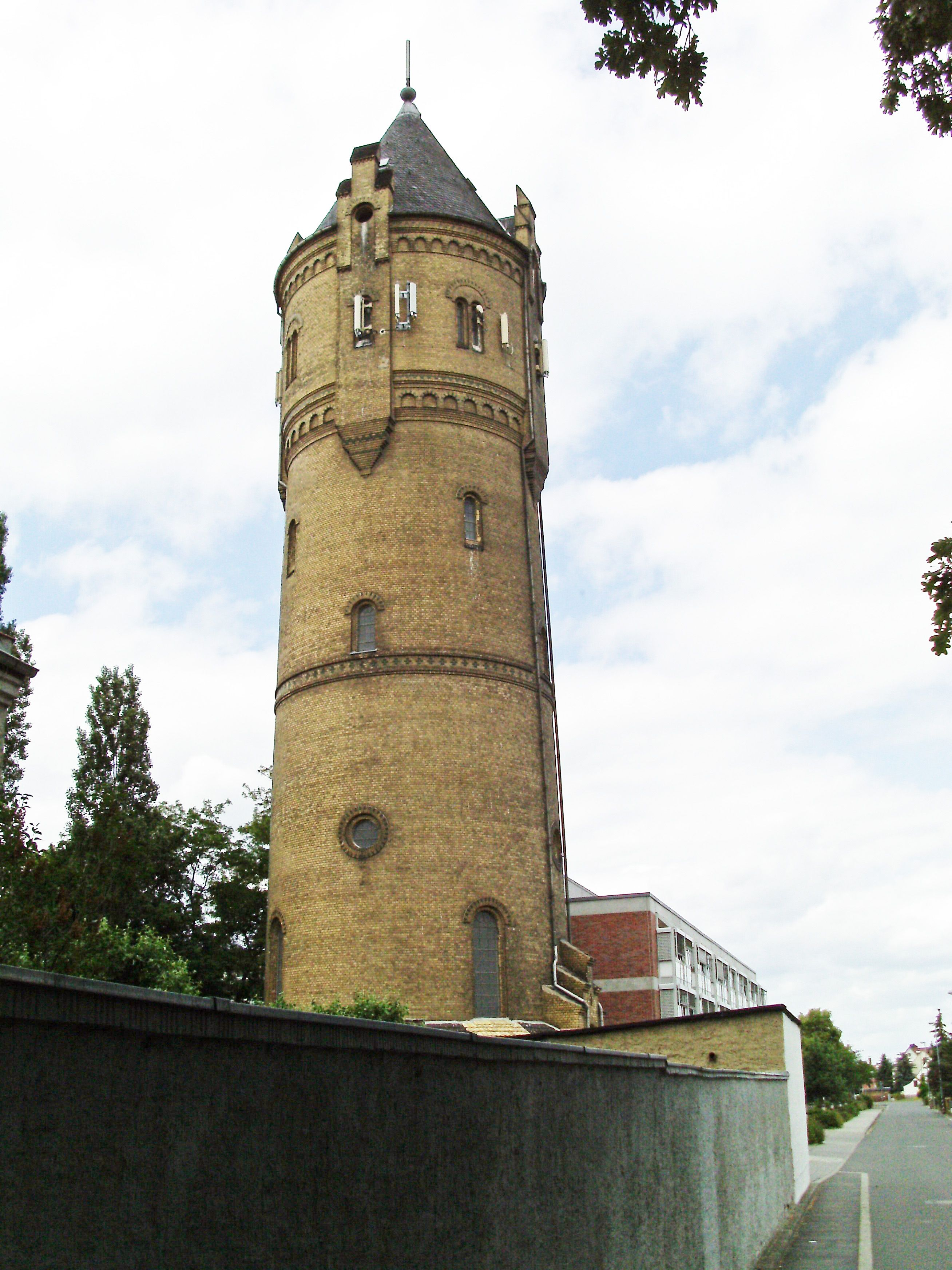
Zwenkauer Wasserturm

### Kirchen
Zwenkau hat eine evangelisch-lutherische Kirchgemeinde. Hauptkirche ist die barocke Stadtkirche St. Laurentius aus dem Jahr 1727. Nur wenige Reste der Umfassungsmauern der alten, beim Stadtbrand von 1712 abgebrannten Kirche blieben erhalten und konnten beim Wiederaufbau verwendet werden. 1992 wurde die Kirche außen und 2001/02 innen saniert. Mit der Neudeckung des Daches fanden die Erneuerungsarbeiten 2004 vorläufig ihren Abschluss.
Die Johanniskirche Zwenkau steht auf dem am 16. Oktober 1586 geweihten Friedhof und ist ein stadtprägender Bau. Das Langhaus wurde 1695 errichtet, 1717 der Turm. 2009 wurde der Turm und 2011 das Kirchenschiff saniert.
Die Auenkirche im Zwenkauer Ortsteil Imnitz wurde kurz vor der Reformation im 16. Jahrhundert errichtet und ist eines der ältesten Gebäude von Zwenkau. Imnitz war nie selbstständige Kirchgemeinde, sondern stets Filiale der Zwenkauer Laurentiuskirche. Das Bauwerk ist stark renovierungsbedürftig.
Seit 1999 gibt es ein Schwesterkirchverhältnis der Kirchgemeinden von Zwenkau, Großdalzig, Tellschütz und Wiederau.
Die katholische Pfarrei Heilig Geist entstand durch die Ansiedlung katholischer Industriearbeiter seit Ende des 19. Jahrhunderts. Seit 1926 sammelten die Katholiken Geld für einen eigenen Kirchenbau. 1938 wurde Zwenkau als eigenständige Pfarrvikarie von der Leipziger Propsteigemeinde abgetrennt. Von 1940 bis 1951 nutzten die Katholiken die evangelische Dorfkirche von Imnitz. 1951 zog man in die eigene Kirche um, diese war ein umgebauter Tanzsaal, das Haus Kronprinz.

### Sattelhof
Der Sattelhof ist eines der ältesten Gebäude Zwenkaus. Es wurde 1431 erstmals urkundlich erwähnt. Das Fachwerkgebäude wurde um 1500 erbaut. Teile des Gebäudes stammen von einem Vorgängerbau. Im Jahr 2000 übernahm das Ehepaar Schlegel/Tietze und ab 2001 eine Eigentümergemeinschaft den Hof. Seit dieser Zeit kümmert sich der Sattelhofverein um die Erhaltung des Gebäudes. Der Verein hat auch eine Scheune aus Heuersdorf nach Zwenkau umgesetzt.

### Wasserturm Zwenkau
Der Zwenkauer Wasserturm wurde 1904 von Clemens Thieme erbaut und hat einschließlich Turmspitze eine Höhe von 47 Metern.  Im Inneren des Turms befindet sich in einer Höhe von 29,2 Metern ein genieteter, lose gelagerter Stahlbehälter mit einem Durchmesser von 8,50 m, einer Behälterhöhe von 6,50 m und einem Volumen von 360 m³.  Er wird von der Fernwasserversorgung Elbaue-Ostharz GmbH zum Ausgleich von Druckschwankungen und als Wasserreserve genutzt.
Der Durchmesser des Turms beträgt am Fuß 12 m und verjüngt sich nach oben auf 10 m.  Unterhalb des Behälters befindet sich ab einer Höhe von 26 m ein Obergeschoss, das über eine Holztreppe in der Mitte des Turms erreichbar ist.

### Weitere Sehenswürdigkeiten
- Tempelruine „Trianon“ aus der Zeit um 1790 unweit der Lindenallee von Schloss Eythra als letzter Rest des devastierten Ortes Eythra
- Landschaftsschutzgebiet Elsteraue mit Altwasser führendem Arm des um den Tagebau Zwenkau verlegten Flusses Weiße Elster
- Naturschutzgebiet Imnitzer Lachen
- Zwenkauer Eichholz
- Waldbad Zwenkau
- Rathaus am Bürgermeister-Ahnert-Platz (siehe Burg Zwenkau)
- Haus Rabe in der Ebertstraße 26, Bauwerk der klassischen Moderne von 1930, erbaut nach den Prinzipien des Neuen Bauens (Bauhaus-Stil) durch Adolf Rading und Oskar Schlemmer
- Kirchen in Großdalzig, Imnitz und Zitzschen
- Kirchruine in Tellschütz
- Lärche in Großdalzig, Jahresringe verknüpft mit historischen Daten

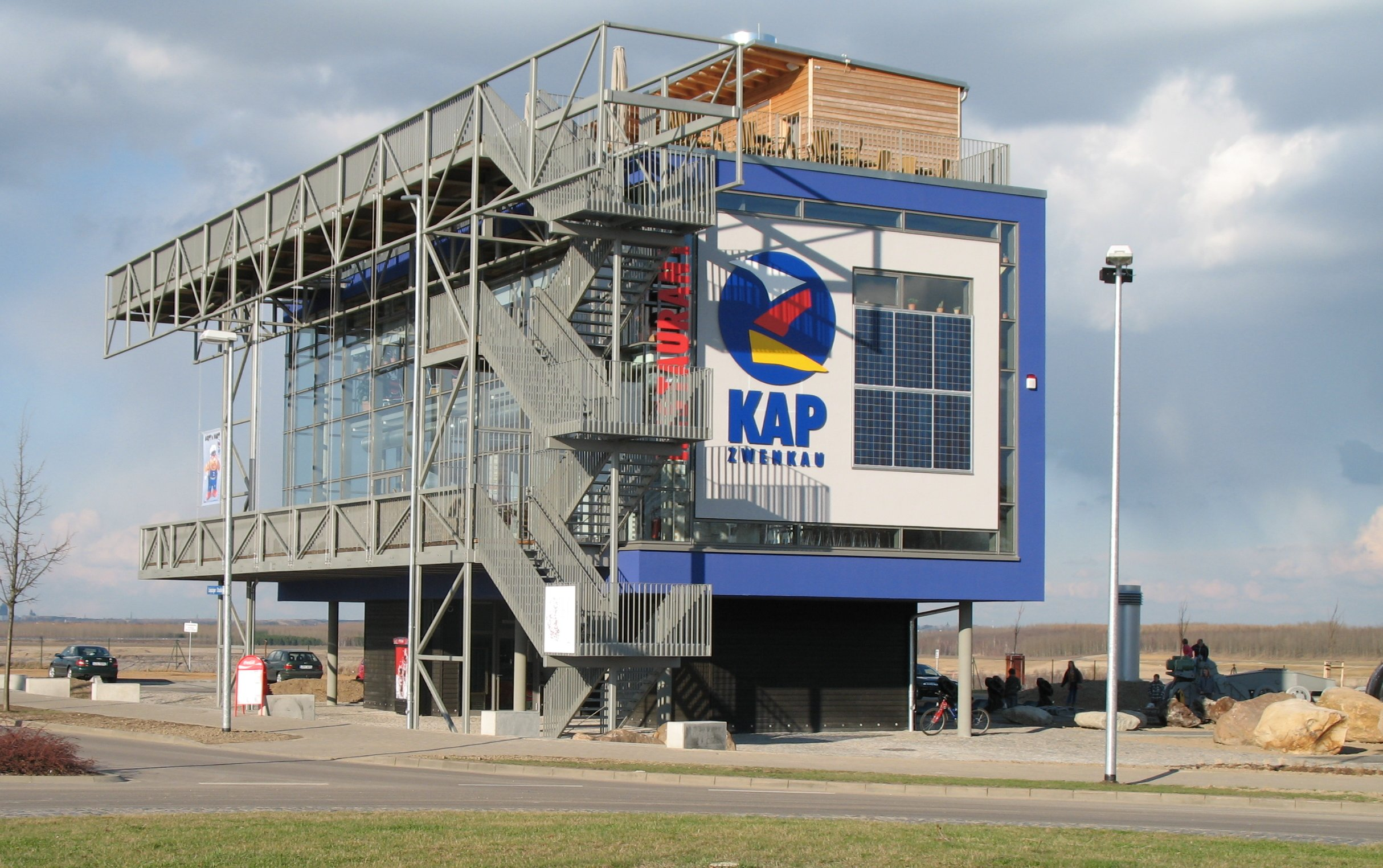
Ausstellungspavillon am Kap Zwenkau
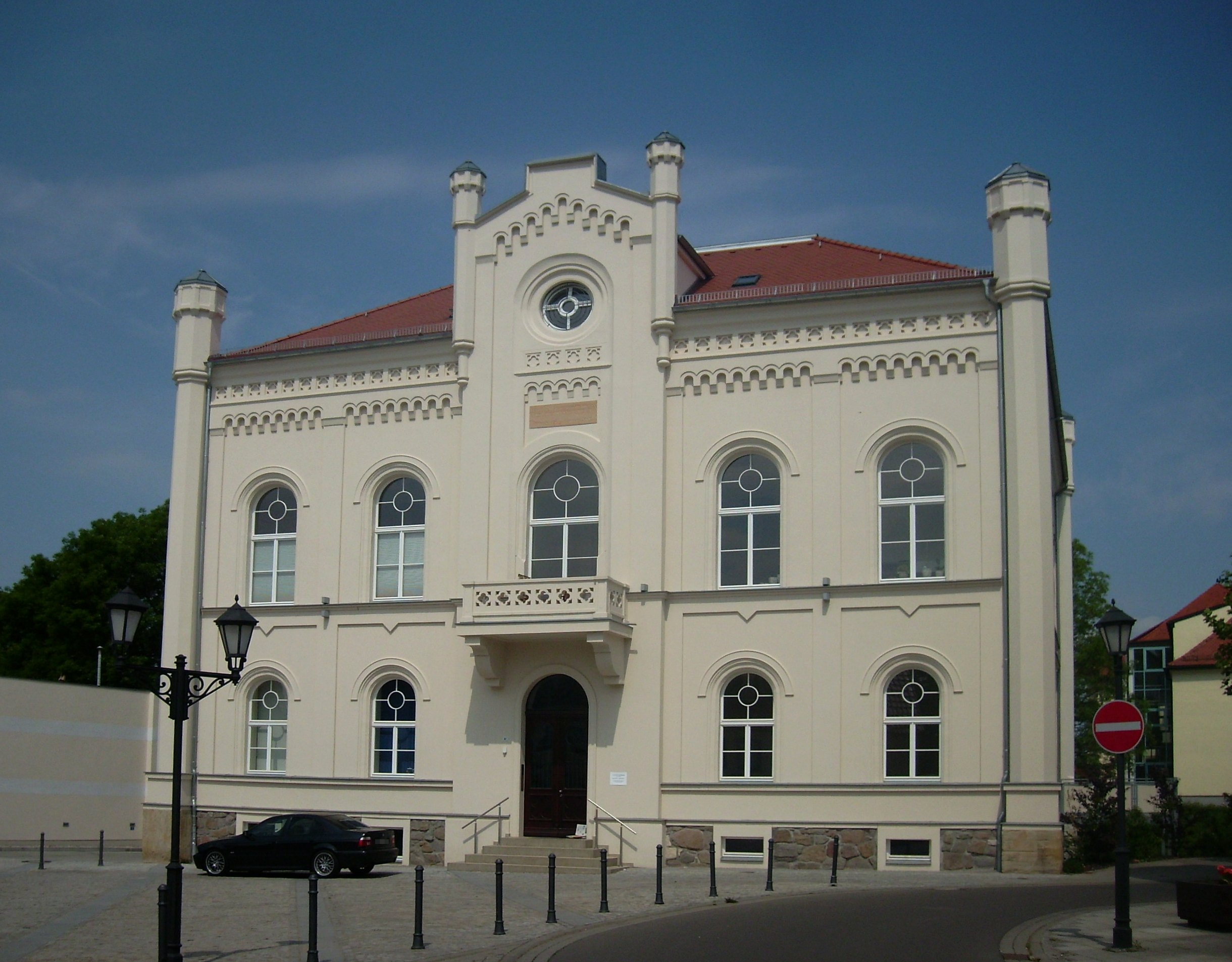
Ehem. Ratskeller in Zwenkau
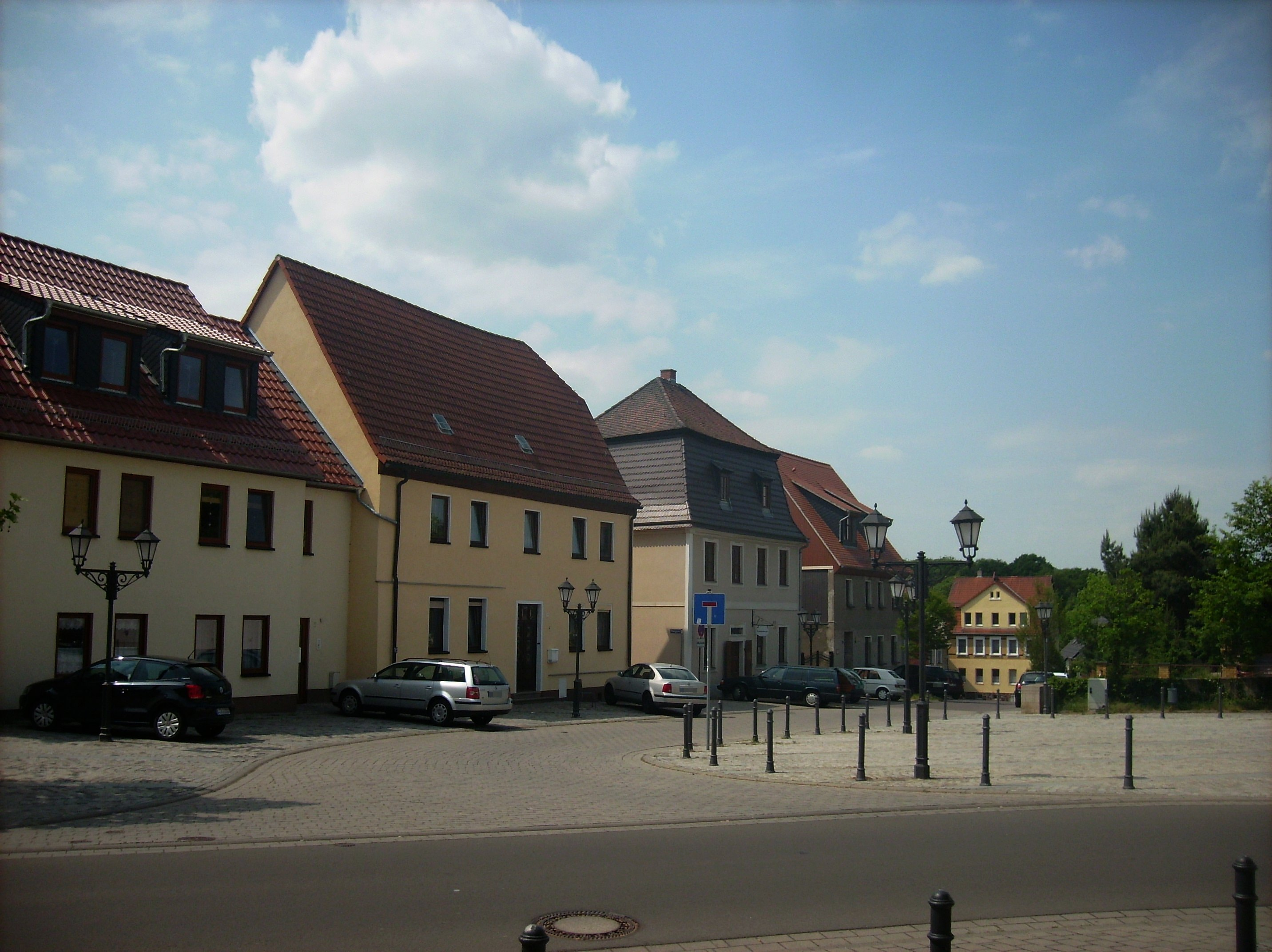
Zwenkauer Markt
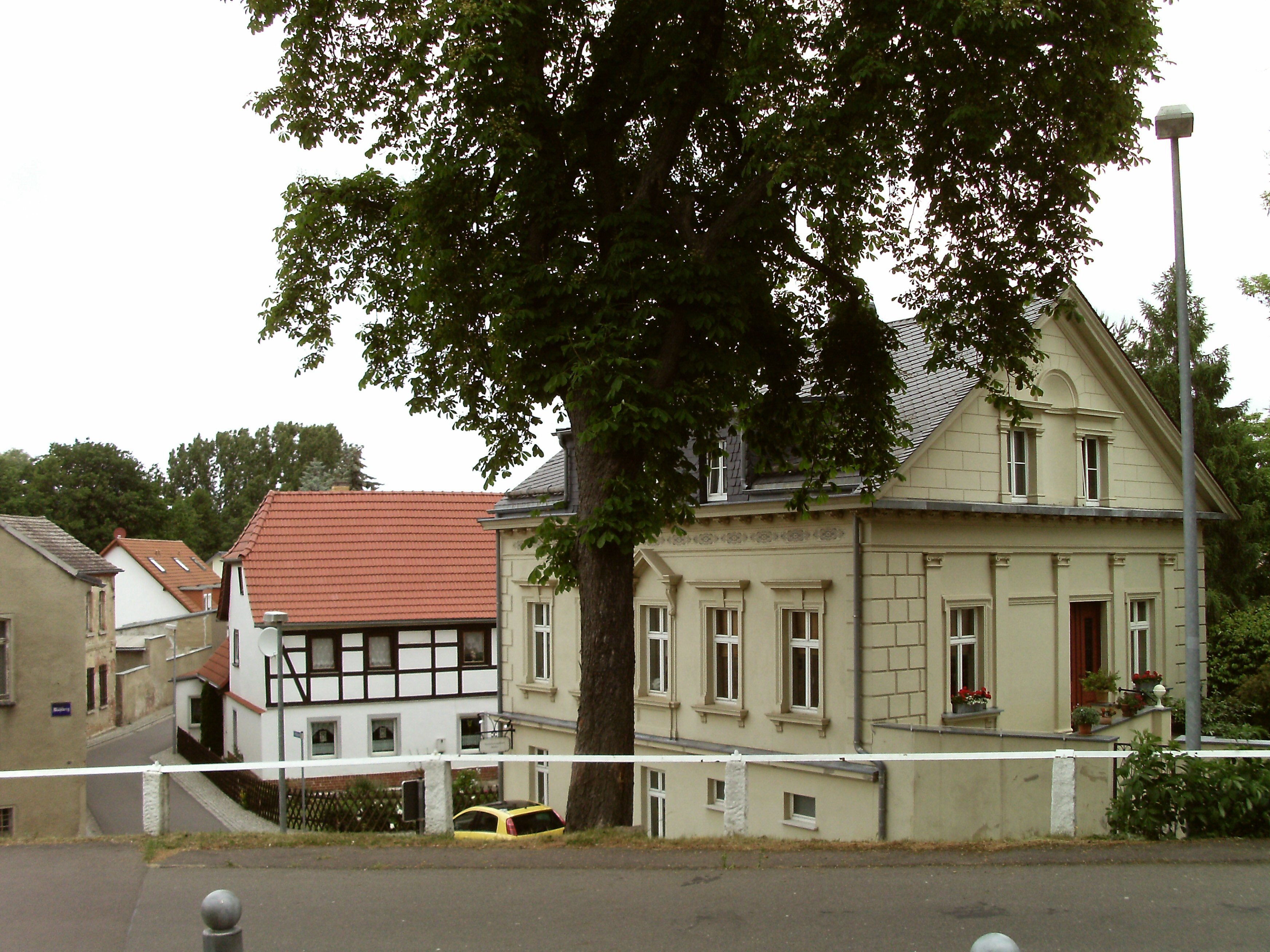
Mühlberg in Zwenkau
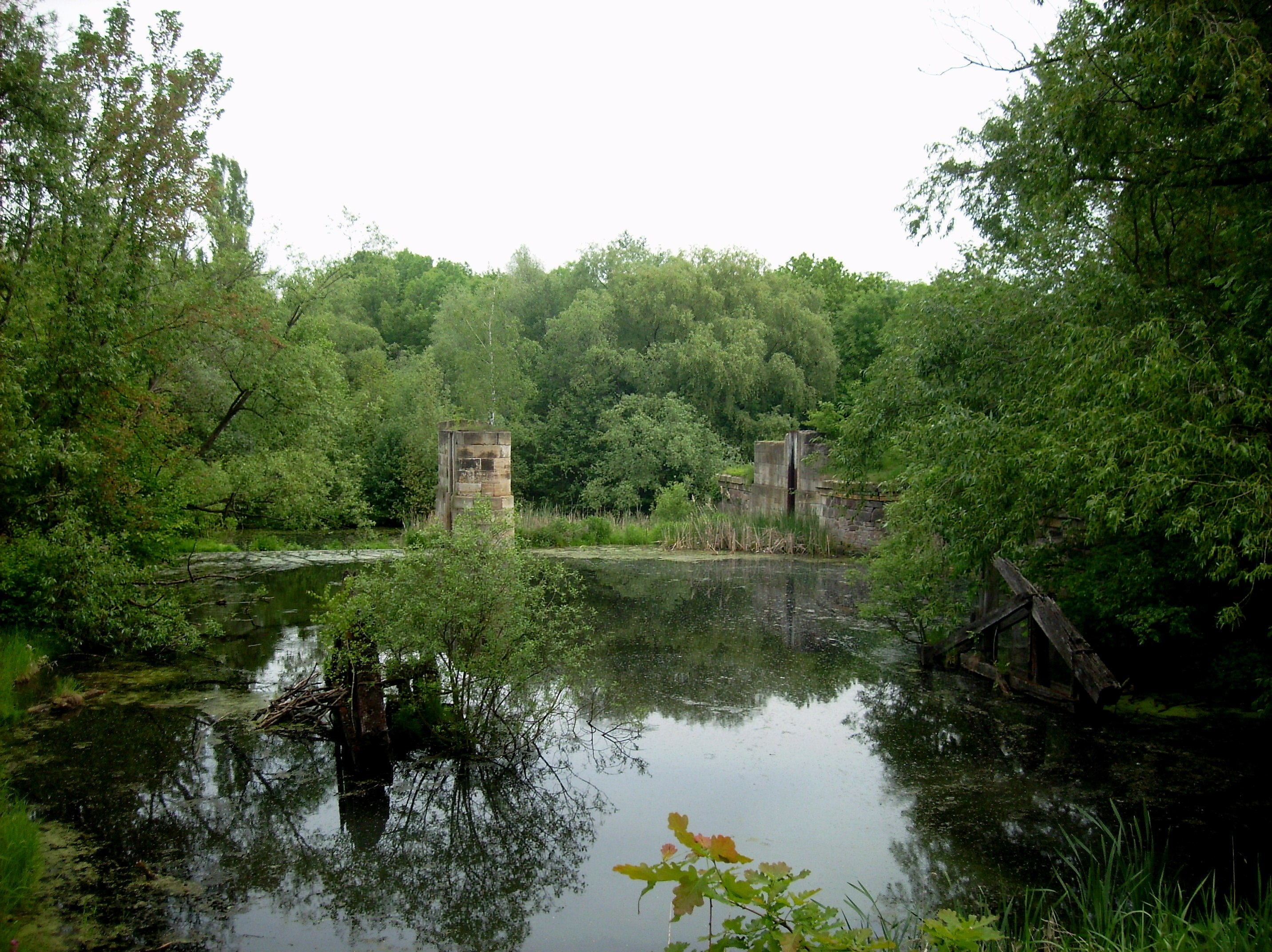
Ehem. Flussbett der Weißen Elster bei Zwenkau
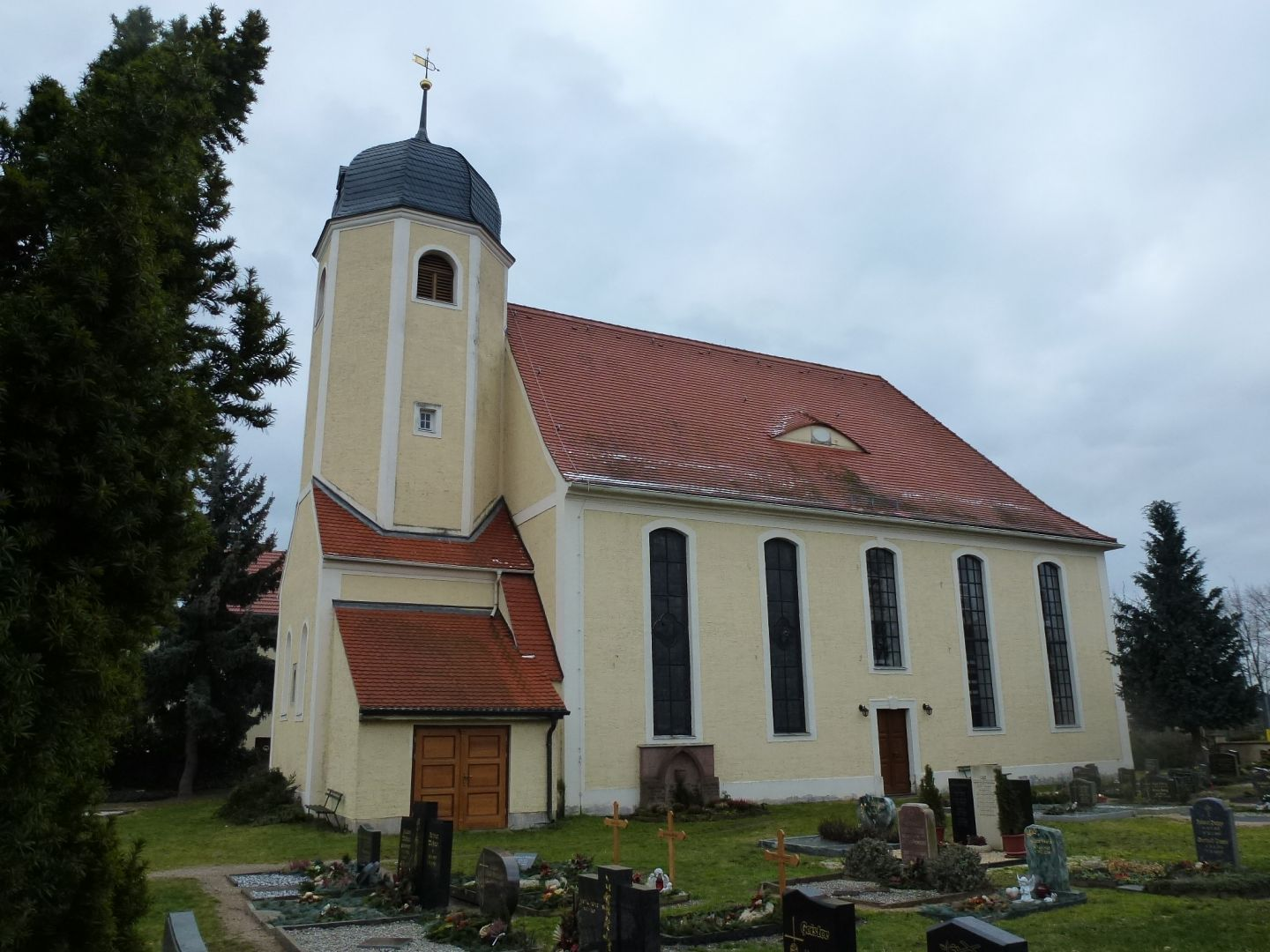
Kirche in Großdalzig
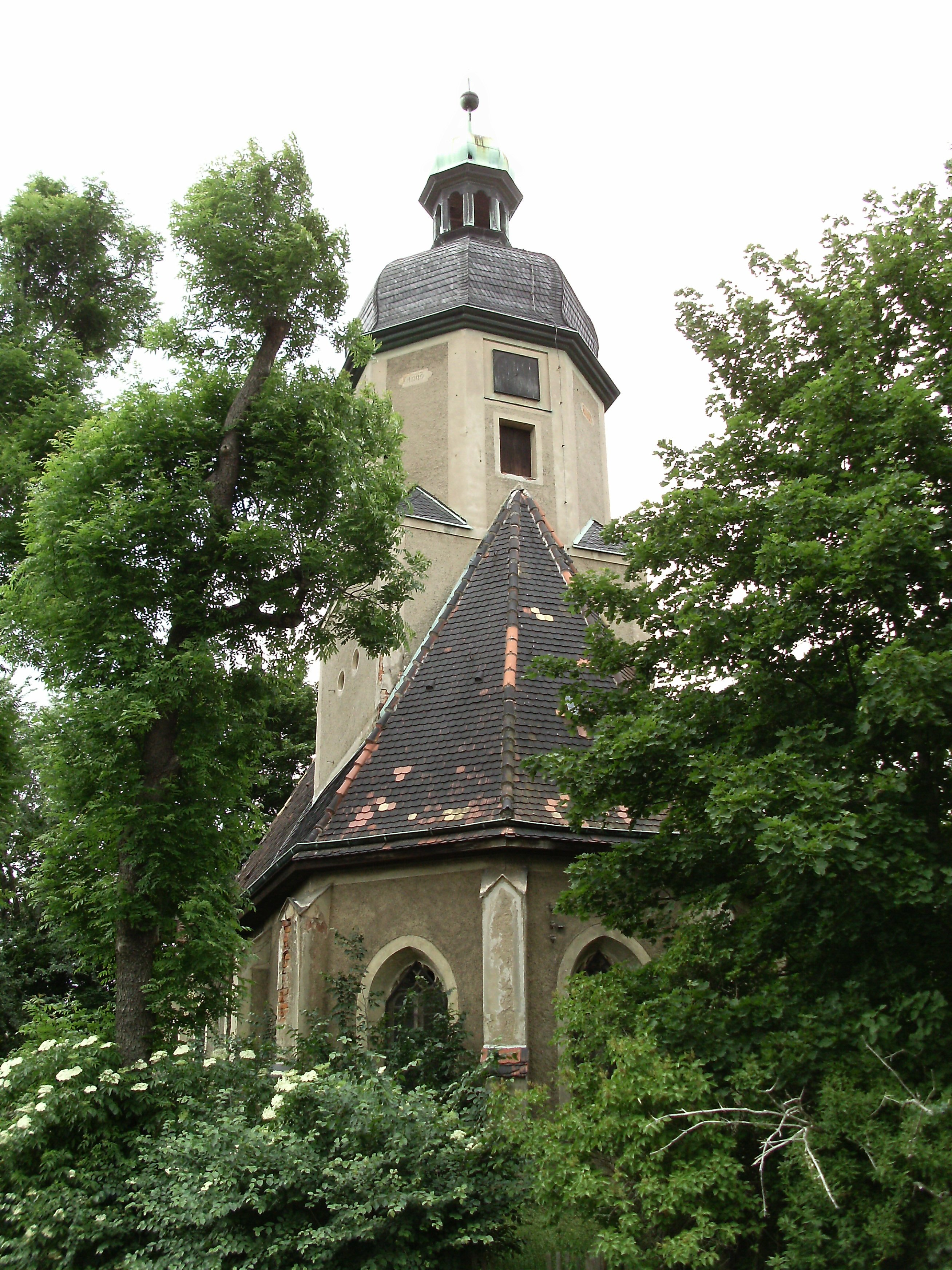
Auenkirche Imnitz
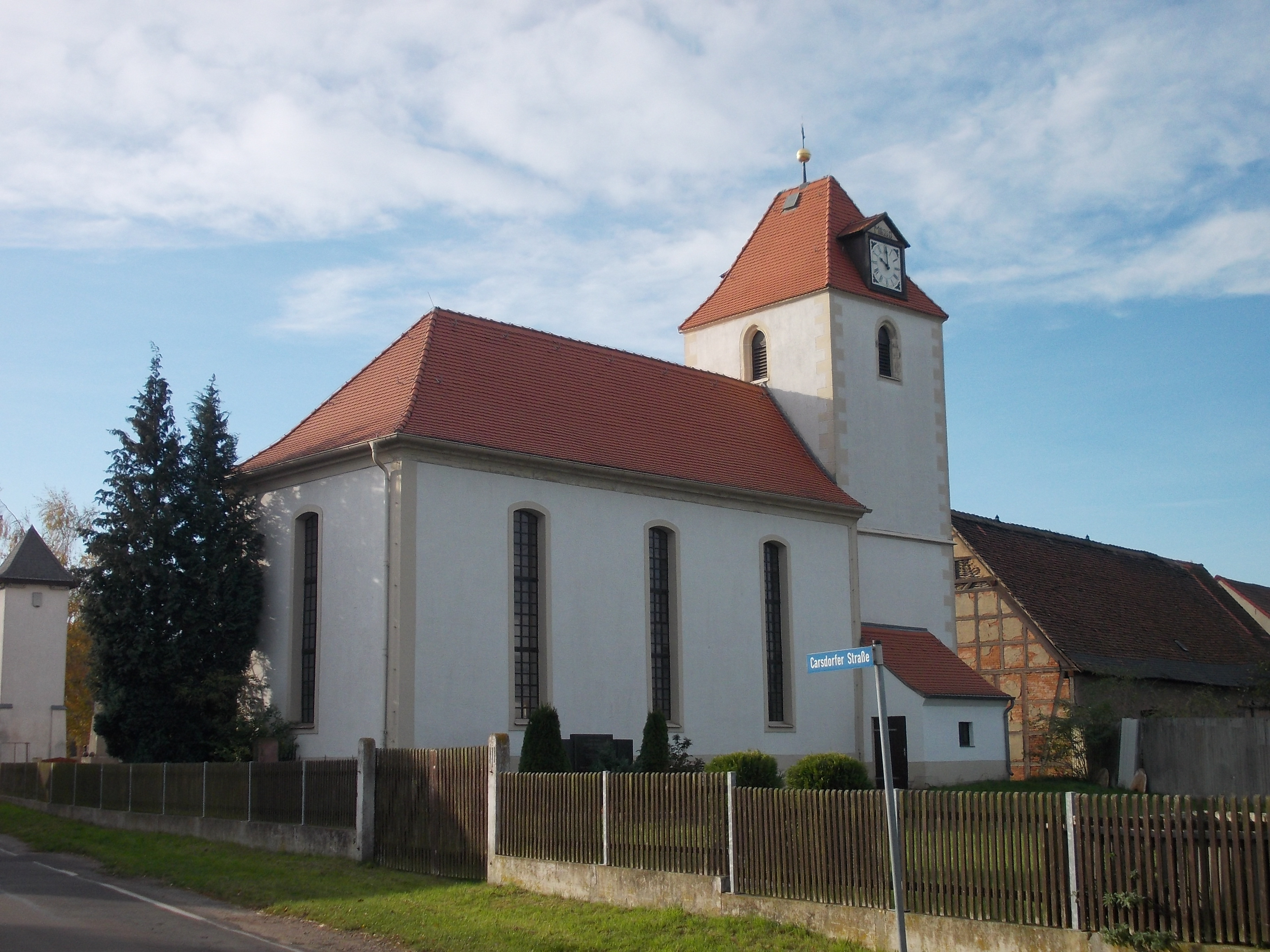
Kirche in Tellschütz vor dem Brand vom Januar 2015
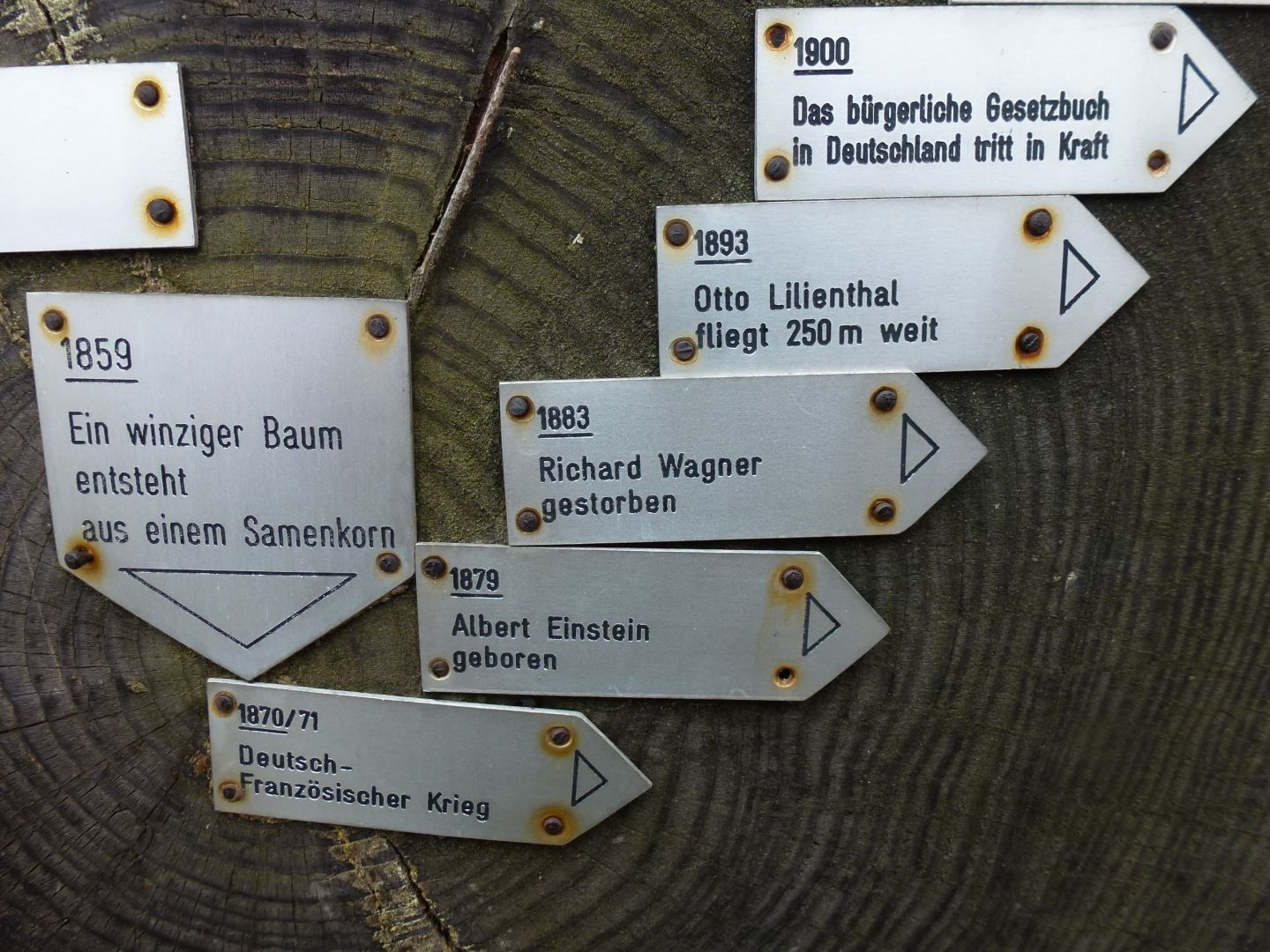
Jahresringe mit historischen Daten auf der Lärche in Großdalzig
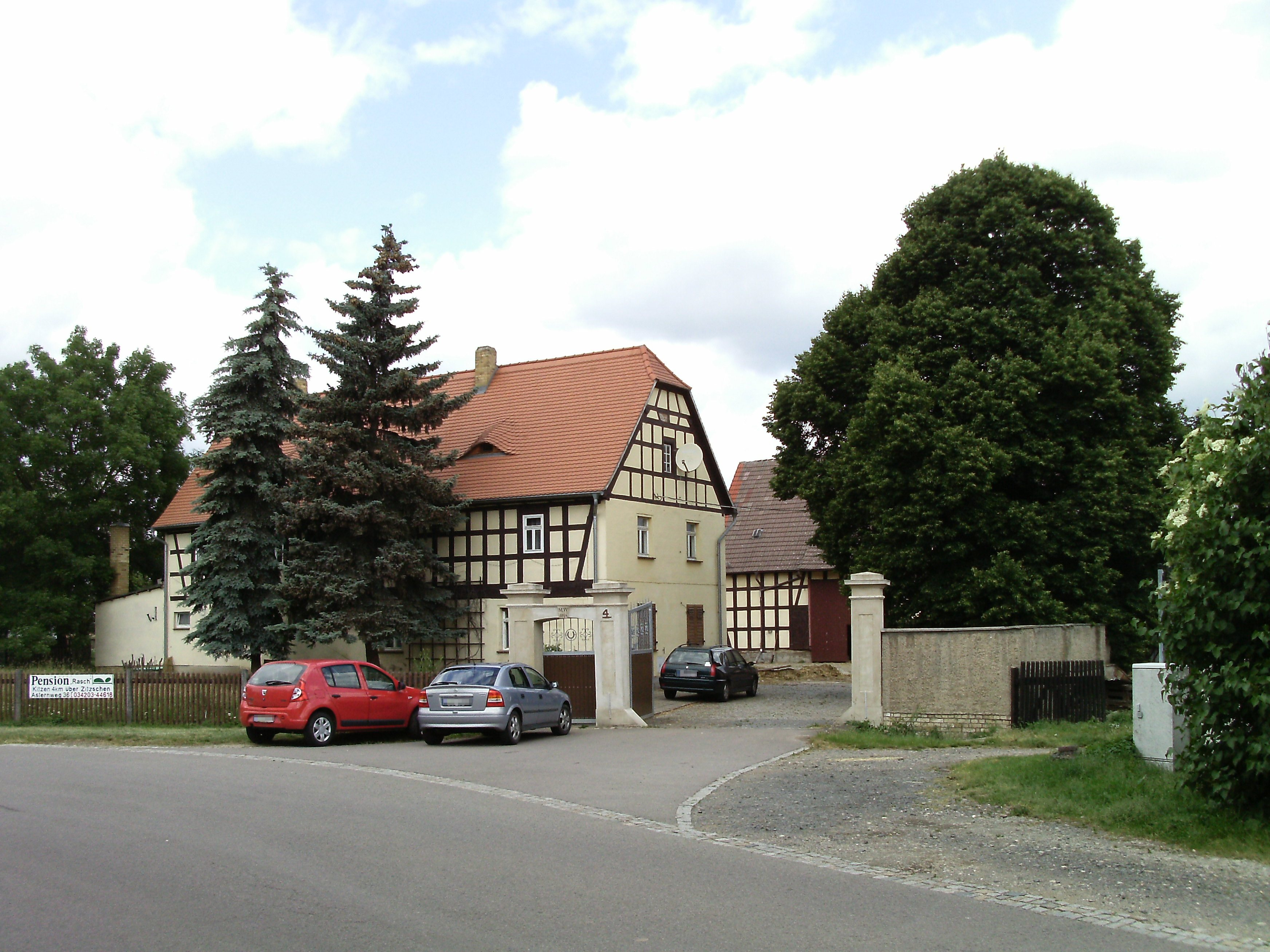
Hof in Kleindalzig
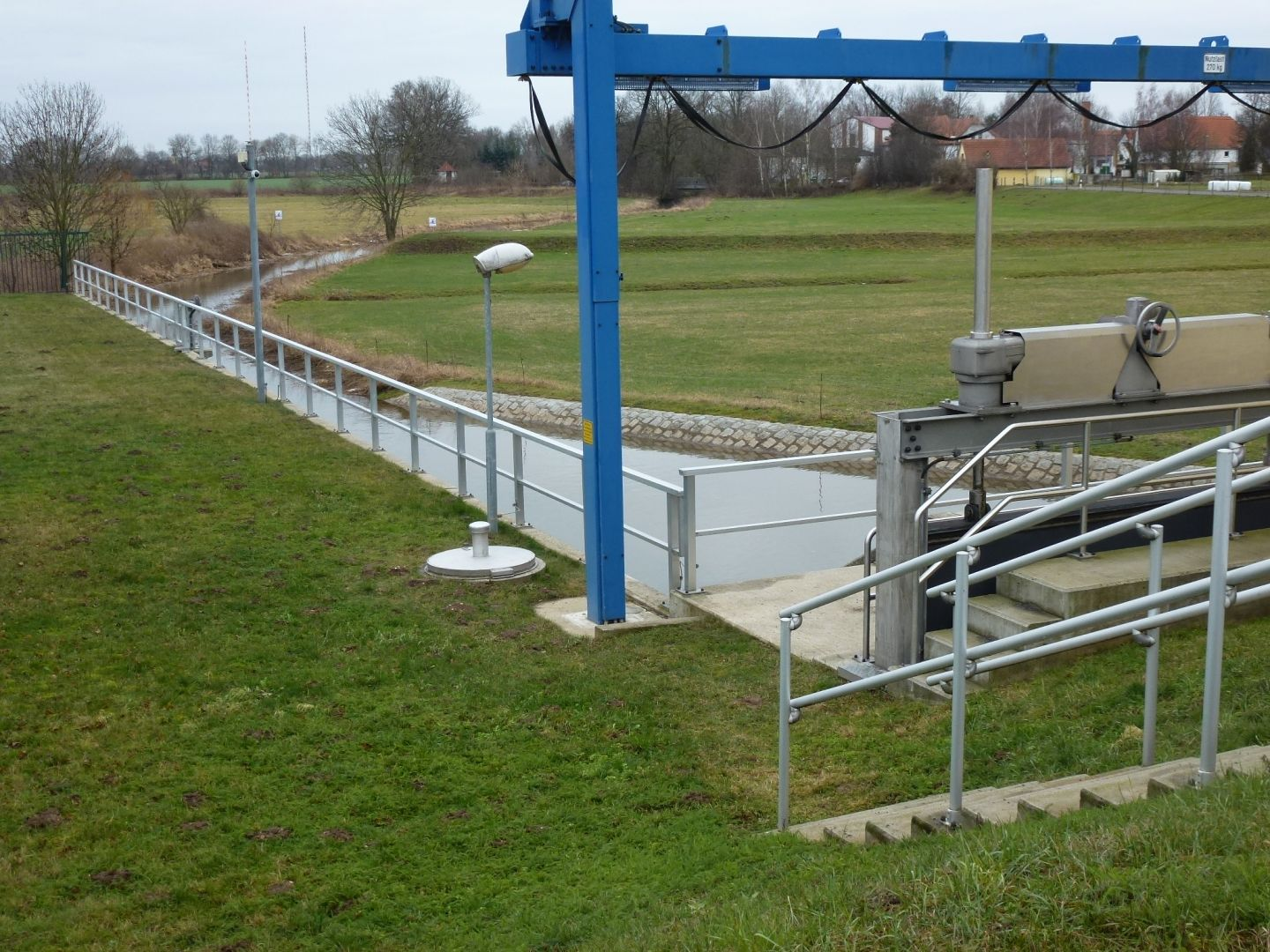
Schöpfwerk an der Weißen Elster, im Hintergrund Kleindalzig und die Sendemasten von Wiederau

### Gedenkstätten
- Grabstätten mit Gedenktafel für drei unbekannte sowjetische Kriegsgefangene, die 1944 ermordet wurden, von denen auf dem Friedhof des Ortsteiles Großdalzig zwei und der dritte auf dem Friedhof von Tellschütz begraben wurden
- Grabstätten mit Gedenkstein auf dem Friedhof des Ortsteiles Rüssen-Kleinstorkwitz für zwei sowjetische sowie zwei unbekannte Personen, die während des Zweiten Weltkrieges nach Deutschland verschleppt und Opfer von Zwangsarbeit wurden
- Sowjetischer Ehrenhain mit Gedenkstein auf dem Friedhof an der Pestalozzistraße, erinnert an 20 sowjetische Frauen und Männer, die im Zweiten Weltkrieg nach Deutschland verschleppt und Opfer von Zwangsarbeit wurden
- Gedenkstein vor der Grundschule Pestalozzistraße, war zu DDR-Zeiten den örtlichen Widerstandskämpfern und Opfern des Faschismus gewidmet: Fritz Deus (1941 in einem Arbeitskommando des KZ Sachsenhausen gestorben) und dem kommunistischen Stadtverordneten Arthur Mahler (1945 im KZ Sachsenhausen ermordet). Seit 1995 ist die Inschrift allen Opfern von Krieg und Gewaltherrschaft gewidmet.
- Kriegerdenkmal auf dem Friedhof der Johanneskirche

### Veranstaltungen

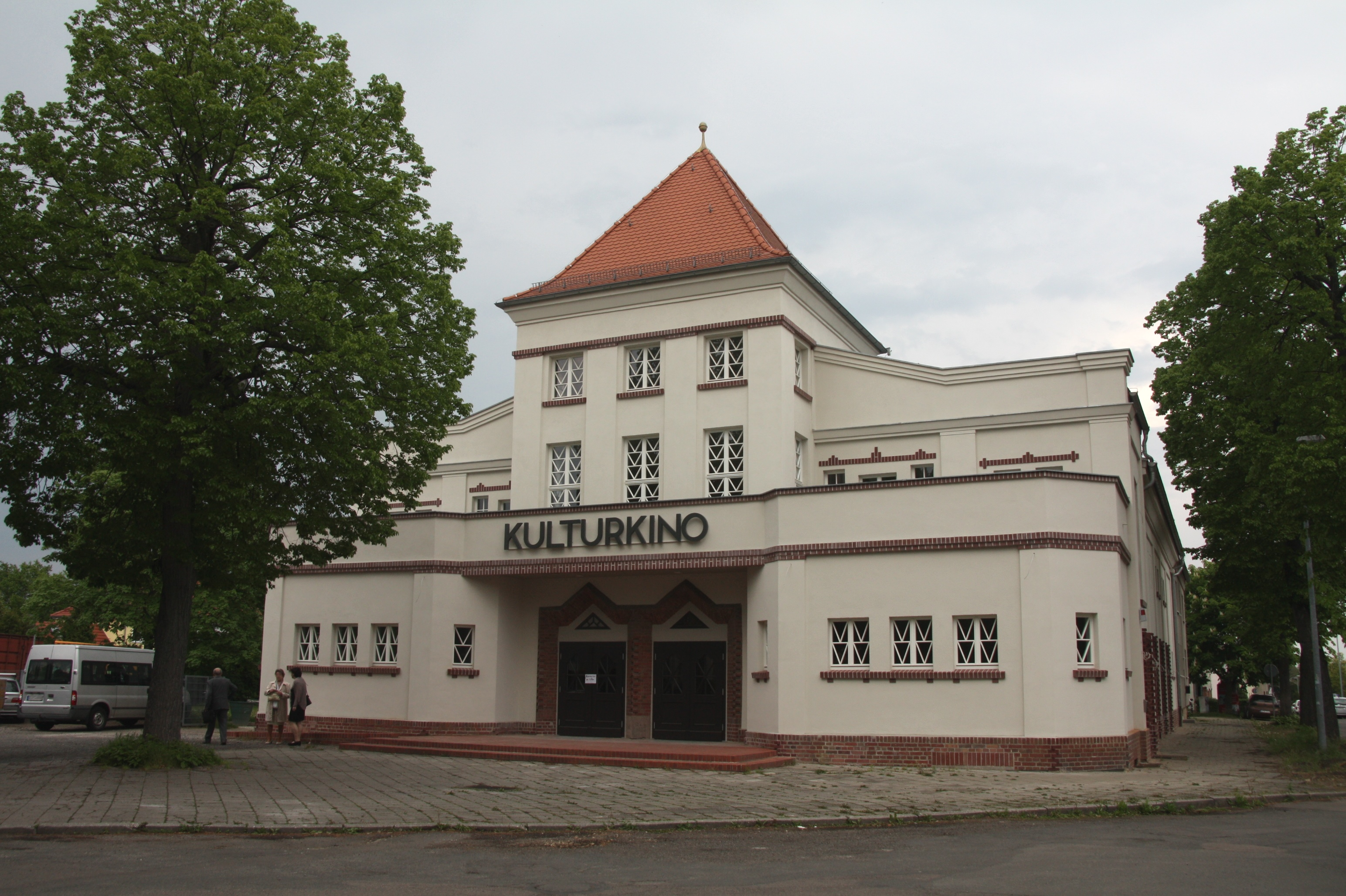
Kulturkino nach der Sanierung

Seit etwa 2000 hat sich die Kulturinitiative Zwenkau entwickelt, die unter anderem ein Kinoprogramm veranstaltet sowie Konzerte organisiert. Sie sanierte das alte Kulturkino in Zwenkau, ein Art-déco-Gebäude aus dem Jahr 1927 mit ehemals 700 Plätzen.
Ebenfalls wichtig ist der Förderverein Ostrock Zwenkau, der Rockkonzerte von Ostbands organisiert.
Einer der Höhepunkte im Zwenkauer Veranstaltungskalender ist das Laurentiusfest, das am zweiten Augustwochenende eines jeden Jahres stattfindet. Andere wichtige Ereignisse sind die traditionellen Frühjahrs- und Herbstwanderungen.
Seit 2004 findet zu Pfingsten das Radrennen Neuseen Classics für Profis und Amateure statt. Es steht in der Tradition der in der DDR stattfindenden Rennen Rund um die Braunkohle.

## Wirtschaft und Infrastruktur

### Wirtschaft

Ehemalige Druckerei von Offizin Andersen Nexö

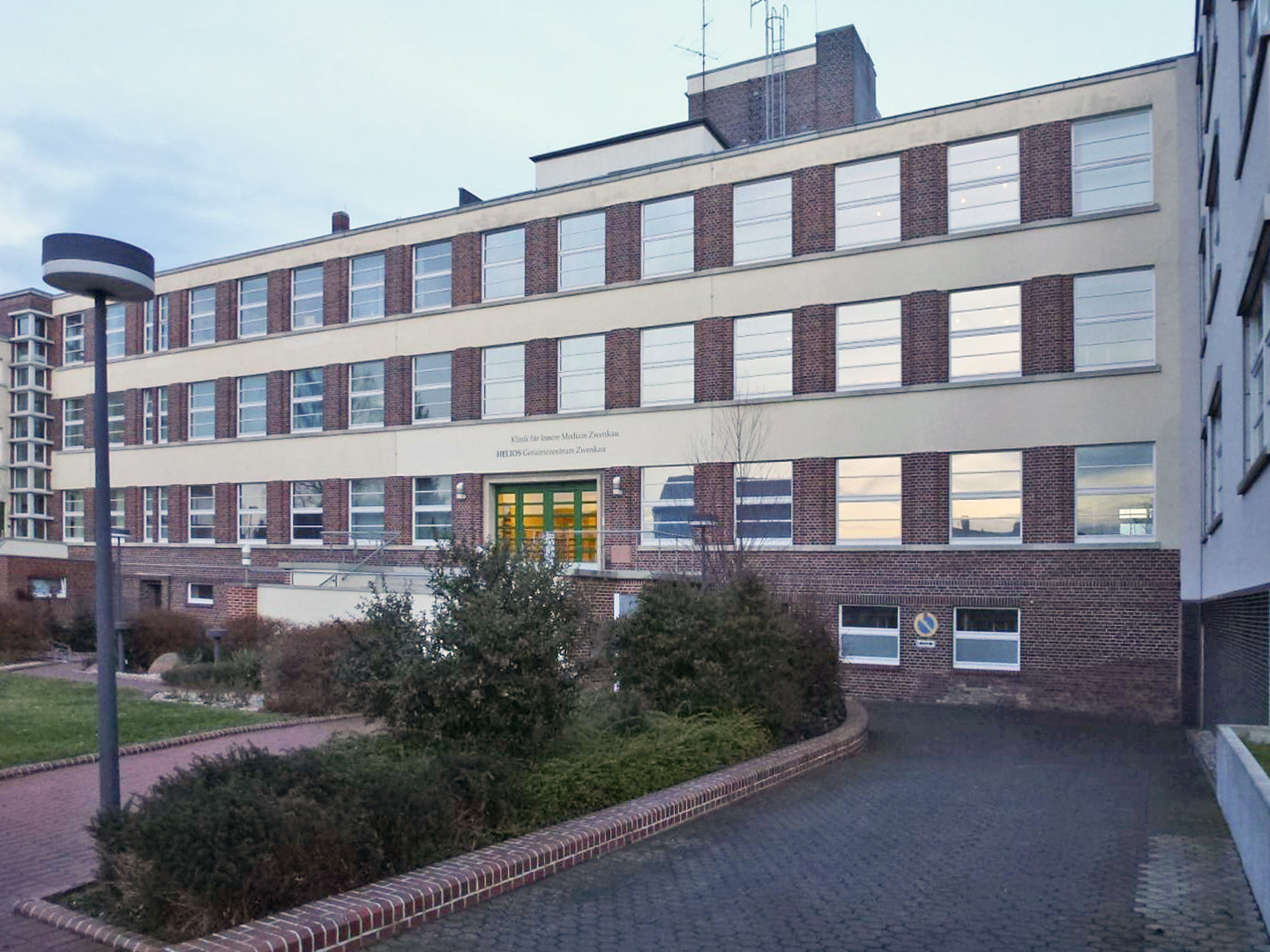
Klinik

Zwenkau verfügt über zwei Gewerbegebiete. Die hier angesiedelten Gewerbe sind vielfältig, neben Unternehmen aus dem Elektrohandel und -großhandel, dem Baustoffhandel und dem Druckereigewerbe gibt es in den zwei südlichen Gewerbegebieten seit 2011 eine Fabrik der Solarmodulfirma Solarion sowie eine Tankstelle und zwei Fabriken zur Herstellung von Nahrungsmittelverpackungen.
Die Sana Kliniken Leipziger Land, ein Regelversorger mit 480 Betten, besteht aus der Klinik Borna und der Klinik Zwenkau, die eine Innere Medizin (70 Betten) mit internistischer Intensivstation (sechs Betten) und die Radiologie umfasst. Das Geriatriezentrum als Rehabilitationsklinik wurde am 1. Oktober 2017 durch Sana von den Helios Kliniken übernommen. Die früher in Zwenkau vorhandenen Fachrichtungen wurden in Borna konzentriert.
Die Offizin Andersen Nexö Leipzig hatte bis zu ihrer Schließung 2015 ihren Sitz in Zwenkau, wo ca. 200 Mitarbeiter arbeiteten.
Das im Gewerbegebiet an der B 2 produzierende Werk der Weidenhammer Packaging Group, das im Oktober 2014 von der amerikanischen Sonoco übernommen wurde, firmiert ab 1. Januar 2016 unter der neuen Bezeichnung Sonoco Consumer Products Europe.
Am 20. Dezember 2019 ereignete sich im Gewerbegebiet ein Großbrand auf dem Areal der Stüwa GmbH.

### Verkehr

#### Straßenverkehr
Südöstlich der Stadt verläuft die Bundesstraße 2, südwestlich die B 186. Außerhalb des Gemeindegebiets, etwa 5 km östlich vom Stadtkern, vereinigen sich B 2 und B 95 und führen nach Norden. Nach weiteren 2 km wird die B 2/B 95 mittels der Zwenkau nächstgelegenen Anschlussstelle Leipzig-Süd an die A 38 angebunden. Richtung Göttingen quert die A 38 das Gemeindegebiet am Nordende des Zwenkauer Sees ohne Anschlussstelle, bevor mit den AS Leipzig-Neue Harth und AS Leipzig-Südwest an die B 186 im Westen weiter entfernte Anbindungen bestehen.
Vereinfachend beschrieben werden Stadt und See von einem Dreieck umschlossen, das sich durch die Kreuzungspunkte von A 38, B 186 und B 2 ergibt.

#### Luftverkehr
Am Ortsausgang liegt südöstlich der Stadt der Flugplatz Böhlen. Der Flughafen Leipzig/Halle ist ca. 35 km und der Flughafen Leipzig-Altenburg ca. 25 km entfernt.

#### Personennahverkehr (ÖPNV)

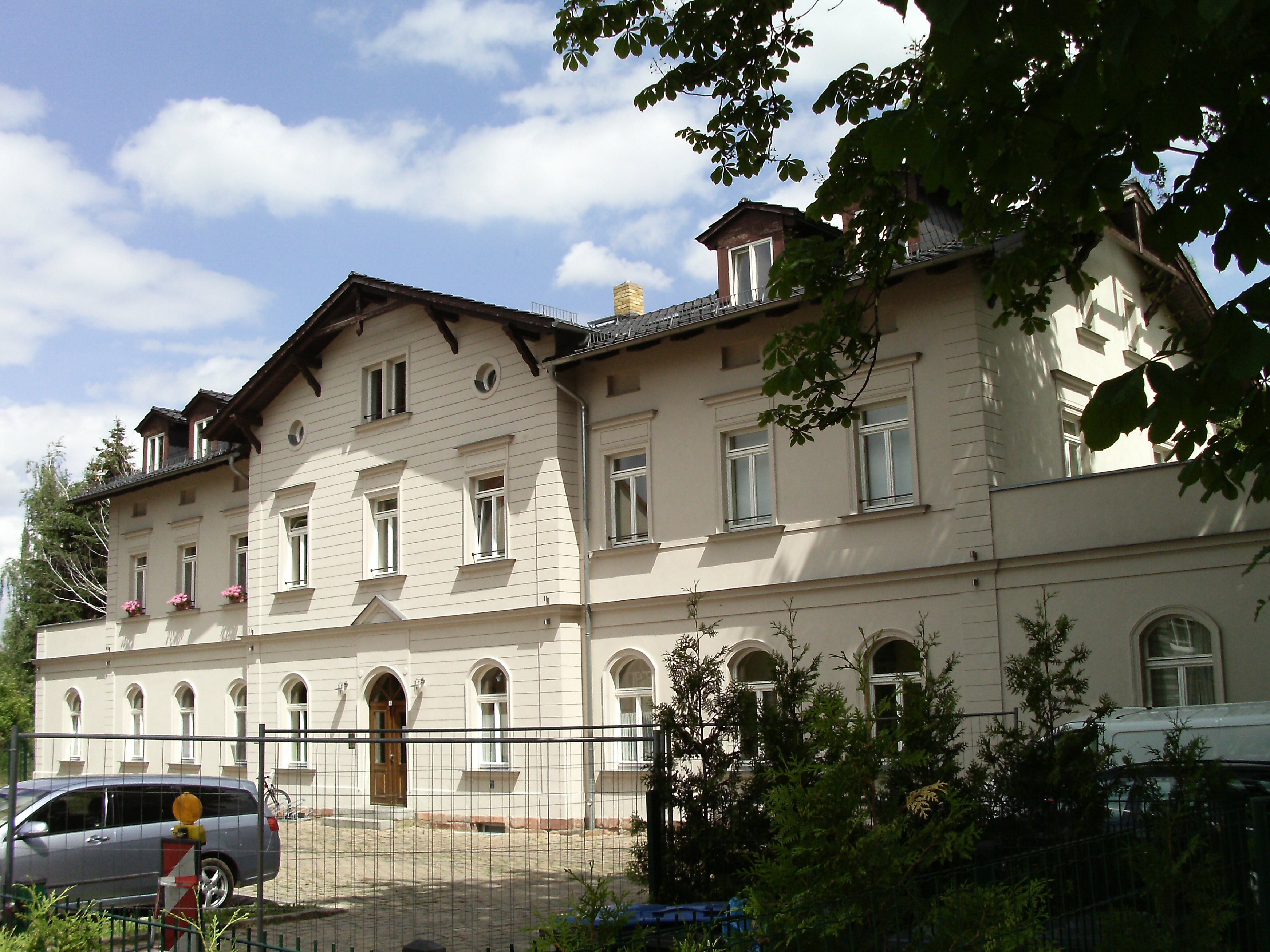
Ehemaliger Bahnhof Zwenkau

Bis 1966 bestand mit dem Bahnhof Zwenkau an der Bahnstrecke Gaschwitz–Meuselwitz ein Anschluss an das Schienennetz. Der Streckenteil Zwenkau–Gaschwitz im Nordosten des Bahnhofs wurde wegen der von Süden heranrückenden Abbaukante bereits im Januar 1957 stillgelegt und anschließend bis etwa 1966 überbaggert. Als Ersatz verkehrte ab Dezember 1956 ein Oberleitungsbus nach Leipzig, der nach 16 Jahren Betriebszeit im Oktober 1972 eingestellt wurde. Die im Norden um Zwenkau geführte, von Gaschwitz kommende Abbaukante bedingte ab 1971 einen Ersatzneubau der Verkehrsader F 2 im Osten Zwenkaus, heute B 2, mit Anbindung an die F 95 bei Großdeuben. Seitdem verkehren die Linienbusse wieder ausnahmslos dieselbetrieben. Das Bahnhofsgebäude in Zwenkau wurde von 2006 bis 2009 als Wohnhaus saniert. In den Jahren darauf wurde auch das restliche Bahnhofsgelände komplett überbaut.
Die Stadt liegt im Verbundgebiet des Mitteldeutschen Verkehrsverbundes. Zwenkau liegt mit den Städten Rötha und Böhlen in der Tarifzone 152.
Der nächstgelegene S-Bahn-Haltepunkt ist der knapp sechs Kilometer vom Zwenkauer Zentrum entfernte Haltepunkt Großdeuben, der durch die S-Bahn Mitteldeutschland bedient wird. Im Gemeindeteil Großdalzig an der Bahnstrecke Leipzig–Probstzella befindet sich zudem der Haltepunkt Zwenkau-Großdalzig. Diese Verkehrsstation wird stündlich von den Regionalbahnen Leipzig Hbf – Zeitz – Gera – Saalfeld/Hof der Elster-Saale-Bahn bedient.
Durch die Regionalbus Leipzig ist Zwenkau mit vier PlusBus-Linien erschlossen. Diese sind unter anderem mit der S-Bahn Mitteldeutschland am Bahnhof Markkleeberg und Böhlen abgestimmt. Weitere Regionalbuslinien erschließen Zwenkau aus allen Himmelsrichtungen. Ein Busbetriebshof der Gesellschaft liegt im Zwenkauer Gewerbegebiet am Wasserwerk.
Wochentags verkehrt eine Linie der THÜSAC Personennahverkehrsgesellschaft über Lucka nach Altenburg in Thüringen.

#### Touristischer Verkehr

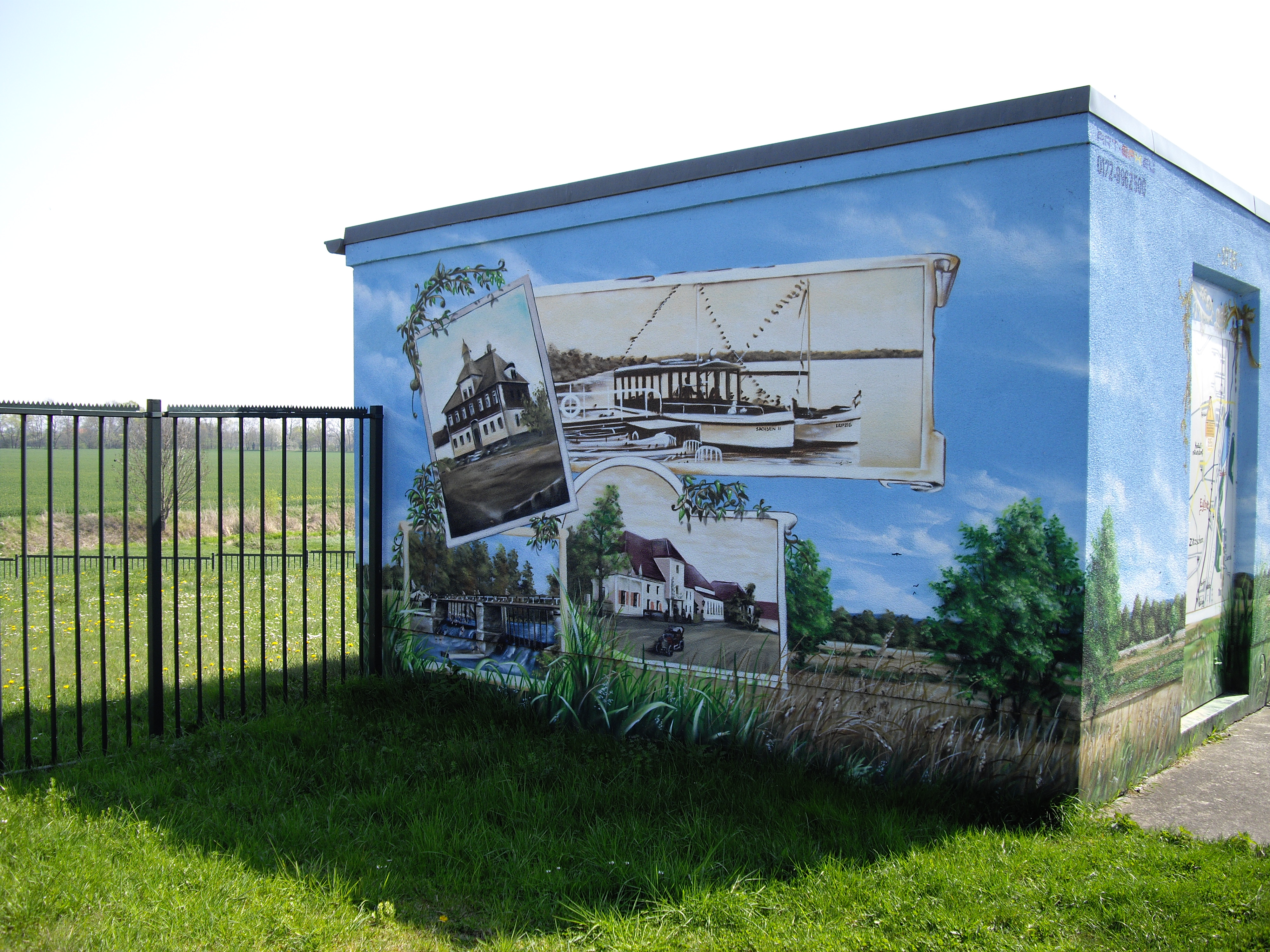
Treffpunkt touristisch ausgewiesener Radrouten bei Kleindalzig

Mehrere thematische Rad- und Wanderrouten führen durch Zwenkau. Von Leipzig kommend treffen sich alle beschilderten Radrouten an der Elsterbrücke bei Kleindalzig. Mit Ausnahme des Äußeren Grünen Ringes, welcher über die Dörfer Kleinschkorlopp und Zitzschen erradelt wird, führen die Routen entlang des Westufers des Zwenkauer Sees auf einem asphaltierten, für den motorisierten Verkehr gesperrten Weg.
Ab Kleindalzig verlassen Elster- und Neuseenland-Radroute das Zwenkauer Land und führen gemeinsam über Wiederau nach Pegau in den Süden. Wer den Markierungen des 7-Seen-Wanderwegs folgen möchte, wandert bereits am Aussichtspunkt Zitzschen nach Osten und begibt sich an der Südseite des Zwenkauer Sees bis zur Lindenallee, welche den Wanderer an der künstlich angelegten Ruine Trianon mit dem Äußeren Grünen Ring verbindet. Gemeinsam führen diese weiter durch das Eichholz in das Zentrum von Zwenkau. Südwestlich der Stadtgrenze verläuft der Äußere Grüne Ring entlang der S 72 nach Böhlen mit Anschluss an die Pleiße-Radroute, während die 7-Seen-Wanderer die Stadt am Ostende des Sees in Richtung Gaschwitz und Neue Harth verlassen.
Nahe der Südstraße zweigt seit 2007 ein gemeinsamer Fuß- und Radweg Richtung Groitzsch ab, für den ein Teil der ehemaligen Bahnstrecke Gaschwitz–Meuselwitz umgenutzt wurde. Der Bau kostete seinerzeit 350.000 €, wovon die Gemeinden 25 % aus eigenen Mitteln aufwandten. Aufgrund bestehender Überbauung konnte dieser Weg in Zwenkau nicht durchgängig bis an den alten Bahnhof herangeführt werden.

### Schulen
Die Grundschule in Zwenkau ist eine staatliche, während im Gemeindeteil Döhlen seit 2007 die staatlich anerkannte Lebenswelt Grundschule – Christliche Montessori-Ganztagsschule Zwenkau besteht. Neben den Grundschulen wird in Zwenkau ein Freies Gymnasium durch die DPFA Akademiegruppe betrieben. Die Gründung einer Freien Oberschule in Zwenkau wurde erwogen.
Die nächsten staatlichen Gymnasien befinden sich in Groitzsch und Markkleeberg, die nächstgelegene Oberschule in Böhlen.
Mehrere Schulen der Gemeinde wurden durch Sachsens Kultusministerium aufgrund zu geringer Schülerzahlen geschlossen, darunter auch die bis 2006 bestehende staatliche Mittelschule Zwenkaus in deren Gebäude heute das Freie Gymnasium besteht.

## Persönlichkeiten

### Söhne und Töchter der Stadt
- Heinrich August Dietrich (1820–1897), im Baltikum tätiger Botaniker, Mykologe und Landschaftsgärtner
- Carl August Gottlieb Döring (1824–unbekannt), Lehrer und Autor
- Adolf Ferdinand Weinhold (1841–1917), Physikprofessor, Wegbereiter der Elektrifizierung Sachsens
- Karl Friedrich Pfau (1857–1939), Verlagsbuchhändler und Schriftsteller
- Max Sauerstein (1896–1984), Maler und Grafiker
- Georg Schwarz (1896–1945), Politiker (SPD, USPD, KPD) und Widerstandskämpfer
- Heinz Schoppe (* 1925), Fußballspieler
- Helmut Werner (1931–1985), Mathematiker
- Bernd Günther (1944–2019), Maler, Grafiker und Buchillustrator
- Walter Christian Steinbach (* 1944), Politiker, Regierungspräsident von Leipzig
- Hans-Hendrik Grimmling (* 1947), Maler und Grafiker
- Horst Reinsdorf (* 1947), Maler und Grafiker
- Joachim Steinmann (* 1949), Künstler und Politiker (CDU)
- Hans Werner Honert (* 1950), Regisseur
- Frank Baum (* 1956), DDR-Fußballnationalspieler
- Uwe Zötzsche (* 1960), DDR-Fußballnationalspieler
- Gunter Spieß (* 1964), Internationaler Meister im Schach
- Dieter Hillert, mehrfacher DDR-Meister als Schrittmacher im Steherrennen
- Jens Büchner (1969–2018), Schlagersänger
- Samuel Meffire (* 1970), erster schwarzer Polizist Sachsens, Schriftsteller
- Stefan Schneider (* 1980), Volleyball- und Beachvolleyballspieler
- Valentine Romanski (* 1988), Sängerin und Pianistin
- Markus Herrera Torrez (* 1988), Politiker (SPD)
- Rüdiger Selig (* 1989), Radrennfahrer
- Lisa Reichenbach (* 1993), Fußballspielerin
- Sören Reddemann (* 1996), Fußballspieler

### Persönlichkeiten, die vor Ort gewirkt haben
- Oswald Ahnert (1843–1920), Bürgermeister von Zwenkau
- Luz Long (1913–1943), Leichtathlet, 1938–1940 Rechtsreferendar am Zwenkauer Amtsgericht

## Sonstiges
Im Volksmund wird Zwenkau auch „Zwenke“ genannt. Vom Mittelalter her hatte es den Spitznamen „Mausezwenke“. Weshalb, darüber gibt es viele Gerüchte. Eine Version stammt aus dem ehemaligen Wettbewerb zwischen Zwenkau und Leipzig um das Markt- und Messerecht. Händler, die aus dem Süden nach Leipzig zum Markt wollten, mussten in Zwenkau einen Strafzoll entrichten, der von den Leipzigern und den Händlern als Mausen (= Stehlen) bezeichnet wurde, womit Zwenkau als Mause-Zwenke bekannt wurde.